# Казахское ханство
Каза́хское ха́нство (каз. Қазақ хандығы) — казахское государство, возникшее в 1470 (по другим данным, в 1465) году в Семиречье при распаде Узбекского улуса, образовавшегося в свою очередь при распаде Золотой Орды.
Во времена правления Касыма, Хак-Назара, Тауекеля и Есима Казахское ханство достигло своего расцвета.
Историки расходятся во мнениях в вопросе периодизации Казахского ханства. Среди прочего, это связано с тем, что ханство разделилось на жузы — Старший, Средний и Младший во главе со собственными ханами.

## Название и периодизация

### Название

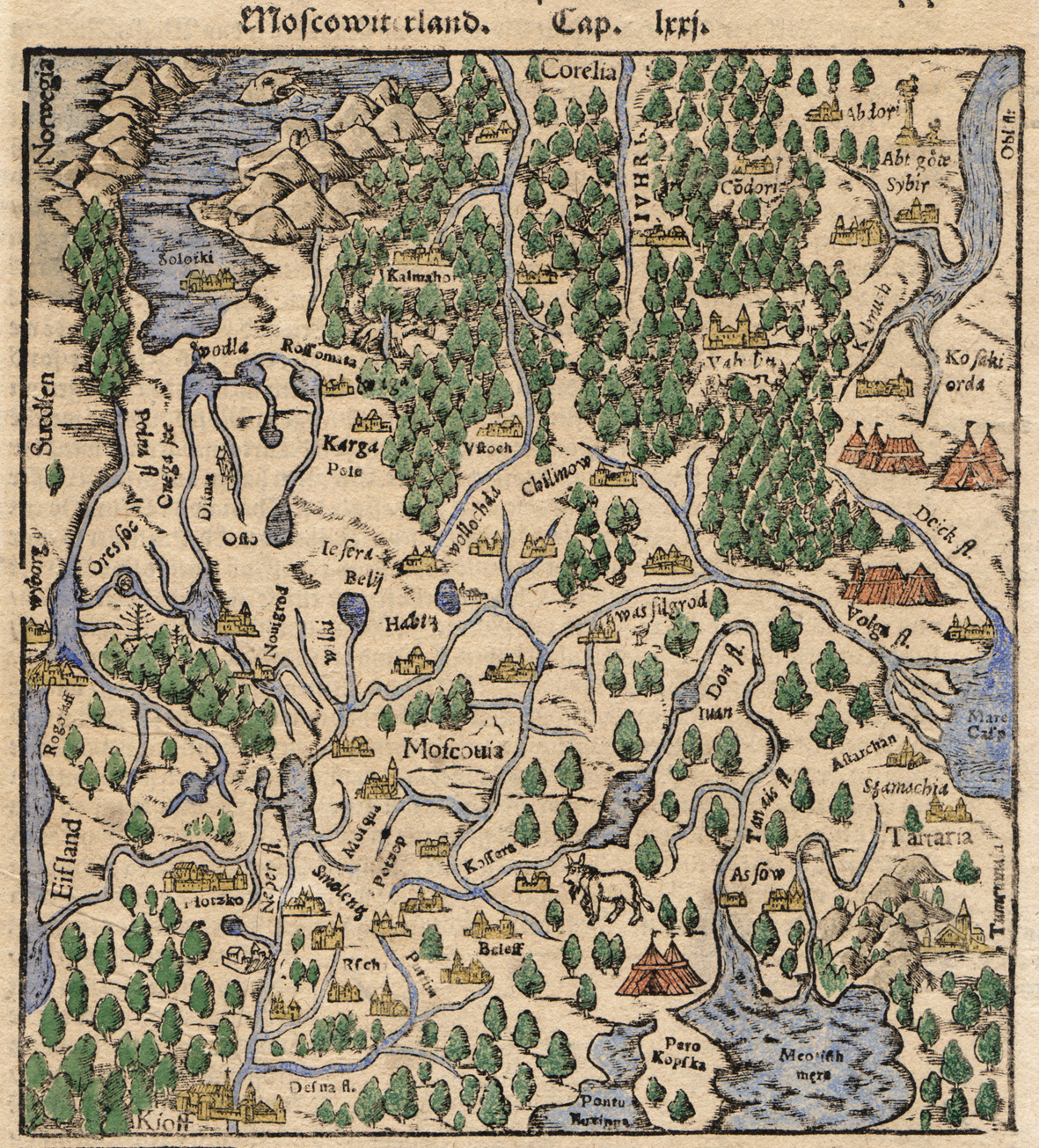
«Казакская Орда» (Kosaki Orda) на карте Себастиана Мюнстера, изданной в 1600 году

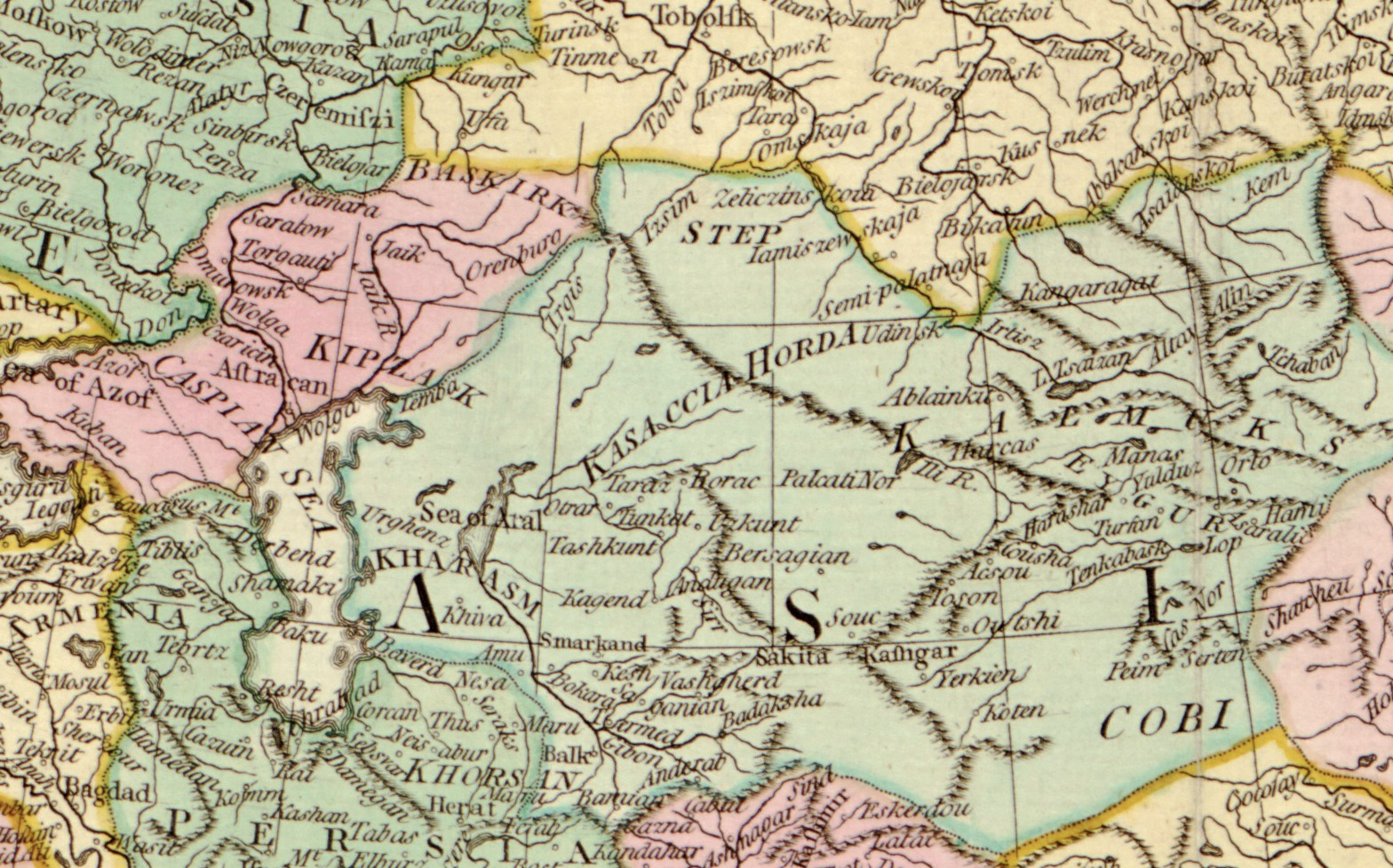
«Kasaccia Horda» (Казахское ханство) на британской карте мира (1780)

Казахское ханство — историографическое название, предложенное историками во второй трети XX века и в современных ему исторических источниках не встречающееся; в русских источниках XVI века использовалось «Казатцкая Орда», «Казацкая Орда», в XVII веке использовалось «Казачья Орда», в XVIII веке «Киргис-Кайсацкая Орда»; в восточных источниках встречались наименования «Урусов юрт», «Улус казаков», «Улус Джучи», «Казакстан» (перс. قزاقستان‎); в монгольских источниках XVI века встречается наименование «Тогмак», «Токмак» (монгольское название Дешт-и-Кипчака); в европейских источниках использовались названия «Kozaksche Orda», «Kassachy Horda», «Kasaki Orda», «Casatschia Orda». Нередко восточные авторы XV—XVI века называли Казахское ханство по региону, которое оно занимало: «Дешт-и-Кипчак» или «Узбекский улус»/«Узбекистан»/«Татарский улус», так именовался Улус Джучи по названию жителей, его населявших. Среднеазиатские авторы в эти годы казахов с шейбанидами и ногаями в совокупности называли узбеками в честь золотоордынского хана Узбека и европейские авторы которым население улуса Джучи был известен как «татары».

### Периодизация
Казахское ханство возникло в последней трети XV века, когда претенденты на трон из династии Джучидов, Жанибек и Керей захватили власть в ханстве Абулхаира, после распада Золотой Орды (и смерти Абулхайр хана). Источники указывают разные даты основания: 1470 год — когда соправители контролировали большую территорию в регионе казахского мелкосопочника и окрестностей Сыр-Дарьи, или 1465 год — провозглашение небольшого ханства в Восточном Дешт-и-Кипчаке.
В XVII веке (по русским источникам) или в начале XVIII века выделились три отдельные орды, или жуза — Старший (Большой), Средний (Серединный) и Младший, каждый со своей территорией для кочёвок. После смерти хана Тауке в 1718 году жузы по сути стали независимыми ханствами. Тяжёлые войны с джунгарами, а затем угроза со стороны Китая вынудили казахское государство обратиться за защитой к Российской империи. Казахи Младшего жуза стали подданными России вслед за своим ханом Абулхайром (1731 год). Абылай-хан смог снова объединить всех казахов и лавировал в своей политике между Россией и Китаем, но после его смерти в 1781 году ханство опять распалось на три жуза, ханы которых назначались российским правительством. В 1822—1824 годах Уставами о сибирских и оренбургских казахах институт ханства в Российской империи был ликвидирован.
Казахские историки прослеживают историю ханства дальше, упоминая хана Кенесары Касымова, избранного в 1841 году, и считают датой конца Казахского ханства 1847 год, когда Кенесары был казнён.

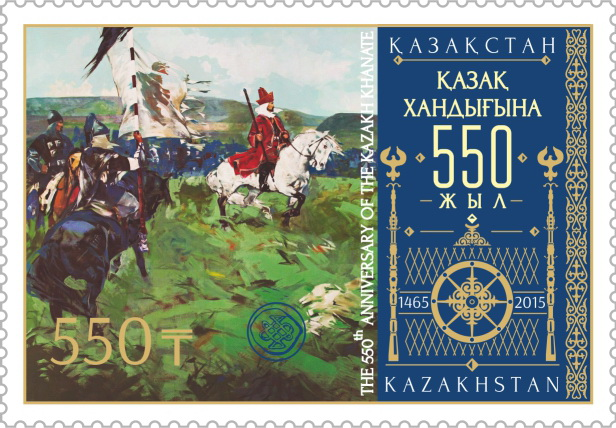
Почтовая марка 2015 года, посвящённая 550-летию казахского ханства

## Территория
При Касым-хане граница Казахского ханства на северо-западе проходила через Урал, примыкала к границам Казанского ханства, проходила по бассейну реки Яик и по Волге, на севере в районе гор Улытау либо далеко за Улытау до современных границ Казахстана, на востоке и на северо-востоке — в районе реки Иртыш и через Тарбагатай, далеко за озером Балхаш, а на юге — от устьев Сырдарьи до Сайрама, на юго-востоке охватывала степи, по предгорьям Тянь-Шаня. Ставки Касым-хана находились в Улытау, на реках Каратал и Чу, а также на реке Урал в Сарайчике.

Касым-хан сделался полным властелином во всем Дешт-и-Кыпчаке, приобрел такую известность и могущество каких ещё никто не имел после Джучи хана.— Мухаммад Хайдар

## История

### Предыстория
Казахское ханство образовалось в результате распада Золотой Орды или Улуса Джучи, который изначально был улусом Монгольской империи.
В 1206 году Чингисхан был провозглашен всемонгольским правителем. В следующем году по его приказу старший сын Джучи подчинил племена Тувы, Хакасии и Алтая. Эти вновь завоёванные земли и народы в 1207 (или 1208) году были выделены Джучи в улус. Ядро улуса Джучи составляли монгольские племена сиджиут, кингит и хушин. В период с 1207 по 1211 года в состав улуса влились ойраты, кыргызы, урянхайцы, а позднее и другие тюрко-кыпчакские и монгольские племена, выразившие лояльность империи. Второе наделение Джучи улусом состоялось в 1224 году. Он получил в улусное владение северную часть Хорезма (низовья Амударьи) и Восточный Дешт-и Кипчак. Сюда Джучи переселяет все илы (племена), которые дал ему отец. Сначала столица улуса располагается на Иртыше, потом переносится в Дешт-и-Кипчак. После присоединения Хорезма Улус Джучи расширился до реки Джаик (Урал).
В 1227 году после смерти Джучи его улус по указу Чингисхана перешел к старшим сыновьям Джучи Орду и Бату. На правах старшего Орду должен был унаследовать трон, но он отказался в пользу Бату. Удельным владением Орду стала территория Прииртышья, а Бату предназначались ещё не завоеванные западные земли. В 1236—1242 годах состоялся общеимперский Кыпчакский поход, результатом которого стало распространение Улуса Джучи на территорию Западного Дешт-и Кыпчака. После расширения улуса правление в его западной и восточной частях по инициативе Бату стало раздельным. Стационарным центром западного крыла Улуса Джучи стал город Булгар. Сам Бату поселился в Поволжье а ставка Орду располагалась в Восточном Казахстане, между горами Тарбагатая и верховьями Иртыша. Границей между двумя фактически автономными ханствами стал Яик.
В первоисточниках, при описании удельной системы Золотой Орды встречаются цветовые обозначения: Ак-Орда (Белая Орда) и Кок-Орда (Синяя Орда). Белый и синий цвета — традиционные тюркские и монгольские символы соответственно правой (западной) и левой (восточной) сторон. Цветовые обозначения орд есть как в русских летописях, так и в сочинениях восточных авторов. Вопрос о цветообозначениях в удельной системе Золотой Орды долгое время оставался неясным, но по мнению большинства российских историков-медиевистов был окончательно разрешен Г. А. Федоровым-Давыдовым. Уже к 80-м годам XX века большинство российских историков-медиевистов пришли к консенсусу, что термин «Кок-Орда» соответствует восточному крылу Улуса Джучи, а «Ак-Орда» — западному крылу.
Однако в казахстанской историографии сохраняется консервативное мнение, что название Ак-Орда соответствует восточному крылу улуса Джучи. Более того, в казахстанской историографии как догма существует концепт «Государство Ак Орда прообраз (предшественник) Казахского государства». Согласно этого концепта восточная «Ак Орда» это государство Орда-Ичена и его прямых преемников, которая противопоставляется западной «Золотой Орде». Чтобы формально отделить историю и территорию средневекового Казахстана золотоордынского периода от собственно Золотой Орды, в казахстанской историографии была взята на вооружение идея о существовании на территории Восточного Дашт-и Кыпчака другого, параллельно существовавшей Золотой Орде Бату, государственного образования — Белой Орды, где правили Орда-Ичен и его потомки. По мнению Ж. М. Сабитова и А. К. Кушкумбаева этот концепт является «застывшим во времени стереотипом» и «устаревшей научной гипотезой», которая оказалась живучей в «переферийной части общего научного пространства». В силу отсутствия научной критики спорный тезис принял форму ненаучной догмы. За счет циклического повторения в рамках системы науки и образования догма стала историографической традицией.
Восточное крыло Улуса Джучи (джунгар) в свою очередь также делилась на бурунгар — удел Шибанидов и джунгар -удел хана Синей Орды. В XIV веке владения шибанидов охватывали районы среднего Прииртышья. Удел хана составляли владения пяти сыновей Джучи — Орды, Удура, Тукай-Тимура, Шингкума, Сингкума.
После смерти хана Джанибека в Золотой Орде начался период смуты. На престол претендовали сразу несколько ханов, каждый из которых чеканил свою монету. Кок-Орда де-факто становиться независимой. Ханы Кок-Орды приняли активное участие в борьбе за Сарайский трон. Начиная с 1361 года ханами Золотой Орлы становятся потомки Орду-Эджена из Кок-Орды: Тимур-Ходжа, Орда-Шейх, Мурид.
В 1361 году ханом Кок-Орды стал Урус. При нем ханская власть в Кок-Орде усилилась и он стал добиваться сарайского трона. В 1368 он начал походы на Сарай, которым овладел в 1374—1375 году. Осаждал Ходжи-Тархан (Астрахань), подчинил Прикамье. Однако через год вынужден был уйти из Поволжья назад в восточный Дешт-и Кыпчак не в силах победить временщика Золотой Орды Мамая.
В 1378 году на ханский трон в Сыгнаке при поддержке самого могущественного властелина Востока самаркандского эмира Тимура был возведен молодой мангышлакский царевич Токтамыш, потомок Тукай-Тимура, младшего сына Дучи. Поддержанный Тимуром Токтамыш отправился с походом на запад и захватил Сарай — столицу Золотой Орды. Вскоре он объединил все владения Джучидов в единую империю и восстановил сильную ханскую власть. Но Токтамыш вступил в конфронтацию с эмиром Тимуром и в 1395 году проиграл войну. Это стоило ему золотоордынского трона. В Кок-Орду он не вернулся и через 10 лет погиб в низовьях Терека на Северном Кавказе. После Токтамыша больше никому не удавалось добиться власти, которая бы признавалась во всем Улусе Джучи.

Потом в Ак-орде, а позже во всей Золотой Орде через своих ставленников правил Едигей. Это был период междоусобных войн, приближавший окончательный распад Золотой орды. В начале 1420-х правителем Ак-Орды стал Барак, отец будущего казахского хана Жанибека. Барак-хан был последним, кто сумел объединить Золотую орду.

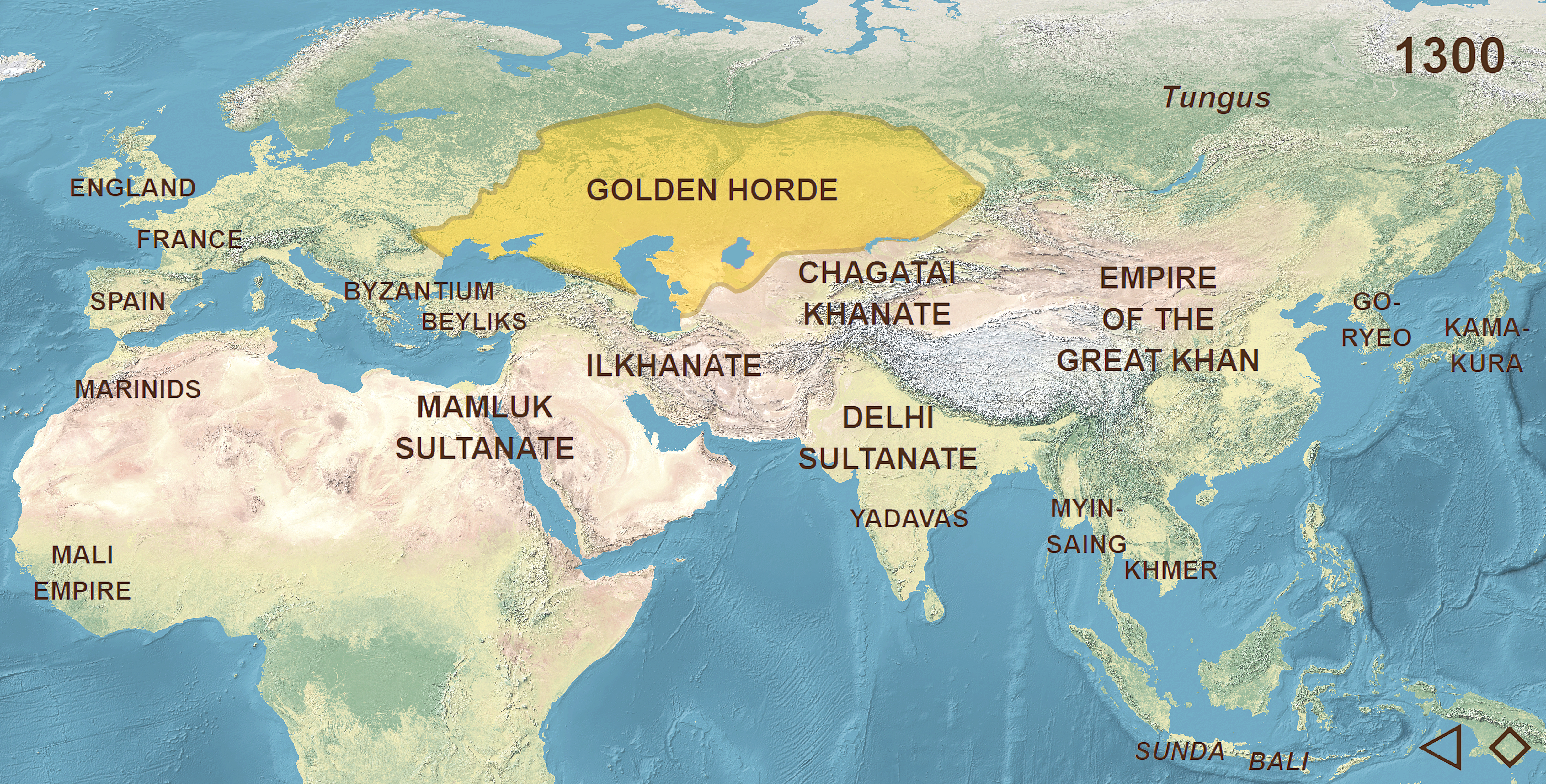
Карта Золотой орды. 1300 год

Небольшое количество монголов ассимилировалось среди кипчаков.
В 1428 году ханом независимого восточного крыла стал представитель династии шибанидов Абулхаир. С этого времени в историографии государство называется ханством Абулхаира или Узбекским ханством. В европейских и мусульманских источниках изначально население Монгольской империи и Золотой Орды, в том числе предков казахов, называли татарами. С XIV века тимуридские авторы начинают называть «Узбекским улусом» восточный Дешт-и-Кипчак, а когда ханы из восточного улуса (Урус, Тохтамыш и другие) начинают править всей Золотой Ордой, то и западный. Кипчакоязычные племена, населявшие территорию восточного Дешт-и-Кипчака стали называться узбеками. В 1440-е из Узбекского ханства выделился Мангытский юрт, или Ногайская Орда. После ослабления династии шибанидов в Узбекском ханстве появились предпосылки для возвышения другой джучидской династии — урусидов, потомков Урус-хана. Ряд авторов XVI—XVII веков не разделяли периоды Золотой Орды и Казахского ханства, называя и Барак-хана и его внука Касым-хана правителями улуса Джучи

### Образование ханства и войны с Шейбанидами
В 1457 году хан Узбекского ханства Абулхайр (Абу-л-хайр) потерпел поражение от ойратов под предводительством Уч-Тэмура, которые вторглись в пределы южных районов Казахстана. Унизительное перемирие, последовавшее за поражением, привело к падению авторитета Абулхайра. После поражения в битве, Абулхайр-хан установил жёсткий порядок в своих владениях. Не имея в то время реальных сил противостоять Абулхайру, в 1465—1466 годах (870 год по хиджре) недовольная политикой хана Абулхайра часть племен численностью примерно 200 тысяч человек во главе с султанами Жанибеком и Кереем откочевала в соседний западный Могулистан. Правитель этой страны Эсен-Буга, занятый борьбой со своим братом Юнусом и стремившийся сохранить развалившееся уже тогда государство, не имевший реальных сил, чтобы можно было остановить сторонников Жанибека и Керея, был вынужден предоставить им территорию в долине рек Шу и Талас. Он сделал так ещё и потому, что в лице племен Жанибека и Керея Эсен-Буга увидел реальную возможность защиты своих западных границ владений от внешних набегов. После смерти Эсен-Буги в 1462 году позиции Керея и Жанибека усилились. В 1465 году Жанибек и Керей заявили о своих правах на ханский престол как потомки Урус-хана, но надлежащего ответа не получили. Хан Абулхайр хотел было наказать Жанибека и Керея и даже организовал поход в Жетысу, но не смог, так как во время похода в 1468 году, он умер.
Взаимоотношения между казахскими ханами и Шайбанидской династией в последние десятилетия XV века, в ходе их борьбы за власть в Восточном Дашт-и Кыпчаке и Туркестане, особенно за присырдарьинские города, можно разделить на несколько этапов. Каждый из этих этапов характеризуется сменой перевеса сил между противоборствующими сторонами, что создает динамичную картину политических и военных событий того времени.
Сразу после смерти Абу-л-Хайра, в 1469—1470 гг., обе стороны сосредоточили свои усилия на захвате важнейших городов Туркестана. Шайбани, наследник Абу-л-Хайра, столкнулся с серьёзными трудностями, когда его соперники — Джучиды Сайидак, Ахмад, Ибак, Жанибек-хан и мангытские эмиры — организовали объединённую кампанию против него. В результате этих сражений Шайх-Хайдар, наследник Абу-л-Хайра, был убит.
Отступив, Мухаммад Шайбани, совместно с братом, направился в Туркестанский вилайет, надеясь найти здесь поддержку. Его поиски привели к контакту с тимуридским наместником Мухаммад-Мазид-тарханом, который, стремясь укрепить свою власть, согласился поддержать Шайбанидов. Однако ситуация в регионе оставалась напряженной: к зиме 1470 года на территорию Туркестана прибыла армия казахских ханов, что поставило под угрозу все планы Шайбани.
К зиме 1470 года казахские владетели, возглавляемые Кереем и Жанибеком, значительно продвинулись вглубь Туркестана. Их сыновья также заняли важнейшие города региона: Махмуд-султан, старший сын Жанибека, овладел Сузаком, а Иреджи-султан — Саураном. Эти захваты подчеркивали важность данного региона для укрепления власти на всей территории Восточного Дашт-и Кыпчак.

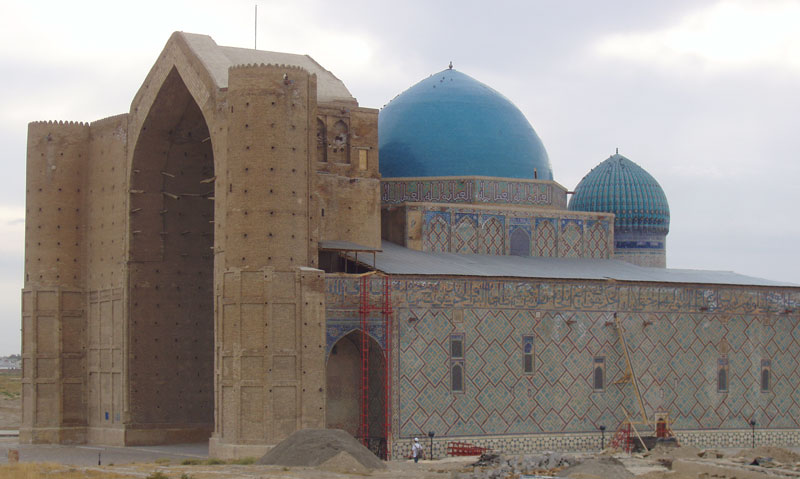
Туркестан. Мавзолей Ходжи Ахмеда Ясави, вид с восточной стороны

Для Шайбани борьба за эти города становилась критической. В то время как его войска терпели неудачи, казахи усилили наступление, стремясь не только отбить захваченные территории, но и укрепить свою власть в ключевых городах Южного Казахстана. Напряжение возросло, и Мухаммад Шайбани, понимая, что не сможет удержать свои позиции, был вынужден отступить в Мавераннахр под защиту Тимуридов.
Отступление Мухаммада Шайбани не было беспроблемным. Во время его бегства под Саураном его войска столкнулись с казахским войском Иренчи-султана, в результате чего несколько султанов из окружения Шайбани были убиты. После этого узбекские беки и султаны, собравшиеся вокруг Шайбани, оставили его, и он был вынужден бежать в Бухару. Эта битва стала важным моментом, который позволил казахским ханам закрепить за собой города Сауран и Сузак и значительно ослабить позиции Шайбанидов в регионе.

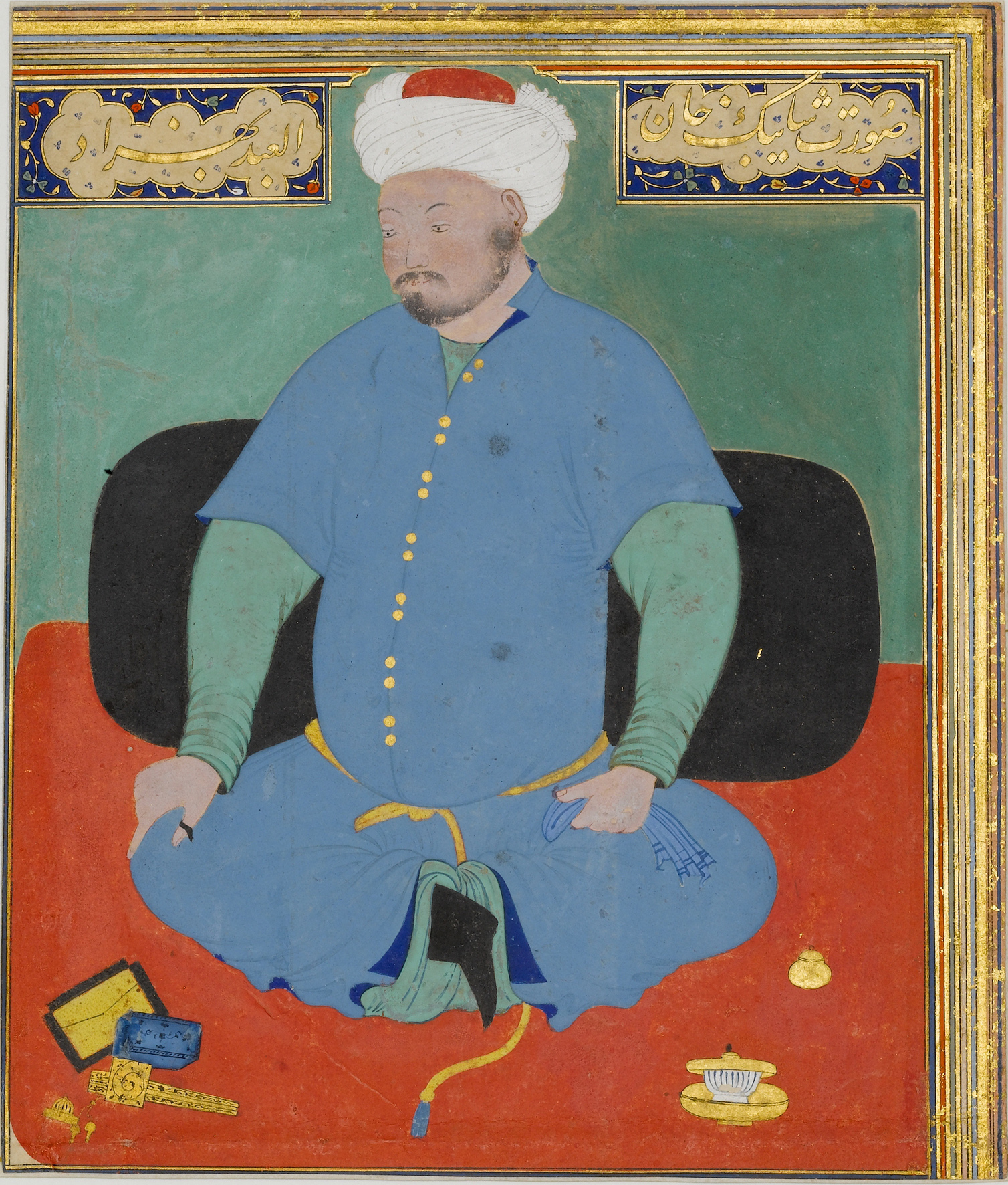
Портрет Мухаммеда Шейбани
Кемаледдин Бехзад, XVI век

Многие авторы, написавшие произведения в период Шайбанидов (например, Камал ад-Дин Бинаи, Мухаммад-Салих и другие), представляли события в своей интерпретации в выгодном для Шайбанидов свете. Преувеличенные рассказы о победах Мухаммада Шайбани, согласно которым он якобы успешно противостоял многотысячным армиям казахов, искажали реальную картину происходивших событий. Эти искажения, вероятно, обусловлены пропагандистской направленностью источников, созданных при дворе Шайбанидов.
Борьба за Туркестан и Присырдарью была не только военной, но и политической, поскольку обе стороны стремились утвердить свою власть над Восточным Дашт-и Кыпчаком, его кочевым и полукочевым населением. Утверждение, что Мухаммаду Шайбани удалось подчинить эти территории, является ошибочным, поскольку оно не учитывает активное вмешательство казахских ханов в события того времени.
Неверное толкование ряда исторических событий, включая трактовку позднего становления Казахского ханства, также было результатом некритического подхода исследователей к прошайбанидским источникам. События, происходившие в Присырдарье в последние десятилетия XV века, доказывают, что Казахское ханство начало формироваться задолго до предполагаемого «позднего» образования в 1500 году, когда Мухаммад Шайбани завоевал Мавераннахр.
Период борьбы казахских ханов и Шайбанидов, особенно на территории Присырдарья, стал решающим в установлении и укреплении независимости Казахского ханства, что подчеркивает важность этого времени для истории Казахстана.
Казахско-узбекское соперничество в Приаралье и Туркестане сопровождалось серией вооружённых столкновений между Казахским ханством и Шайбанидами. В сражении у Сузака казахские силы под командованием Махмуд-султана и Бурундук-хана потерпели поражение, однако в последовавшей битве у перевала Согунлук Мухаммад Шайбани также оказался неудачником, несмотря на гибель Махмуд-султана. Шайбани удалось временно захватить Сыгнак, однако город был вскоре отбит Бурундук-ханом. Казахи также предпринимали неудачную трёхмесячную осаду Сыгнака и осаждали города Аркук, Ясы и Сауран, при этом нередко опираясь на поддержку местной знати и бывших союзников Шайбанидов, таких как тимуридский наместник Мухаммад-Мазид-тархан. В этот же период в борьбу за присырдарьинские города вмешались могулы — в частности, Йунус-хан и его сын Султан-Махмуд, который, закрепившись в Отраре, передал опору на эти земли Мухаммаду Шайбани, способствовав его временным успехам в захвате Сауранa и Ясы.
В конце XV века между казахами и узбеками было заключено перемирие. Около 1495—1496 годов Бурундук-хан и Мухаммед Шейбани-хан договорились о разделе территорий: казахские владетели сохранили контроль над рядом городов северного Туркестана, а шибаниды удержали власть над южными городами, такими как Отрар, Яссы, Аркук и Узгенд. Для закрепления мира были организованы династические браки: дочери Бурундук-хана стали женами узбекских предводителей.

### Отношения с Могулистаном
Мирные отношения между казахами и могулами, начавшиеся при Керей-хане и Есен-Буга-хане, сохранялись до конца 1480-х годов. Эту линию продолжали Дуст-Мухаммед-хан и Султан Йунус-хан, сосредоточившиеся на внутренних делах Могулистана. Однако с началом правления Султана-Махмуда в Ташкенте и Сайраме в начале 1490-х годов ситуация изменилась. После смерти отца он изгнал тимуридского наместника Мухаммад-Мазида из Отрара и, благодарный за поддержку в борьбе с Тимуридами, пригласил туда Мухаммада Шайбани. Получив стратегическую базу и поддержку могулов, Шайбани захватил Сауран и Ясы. Это вызвало резкое обострение отношений с казахскими султанами, ранее союзными могулам: по словам Мирзы Мухаммеда Хайдара, между потомками Керея и Джанибека и Султан-Махмуд-ханом вспыхнула вражда, приведшая к сражениям, в которых последний потерпел поражение.

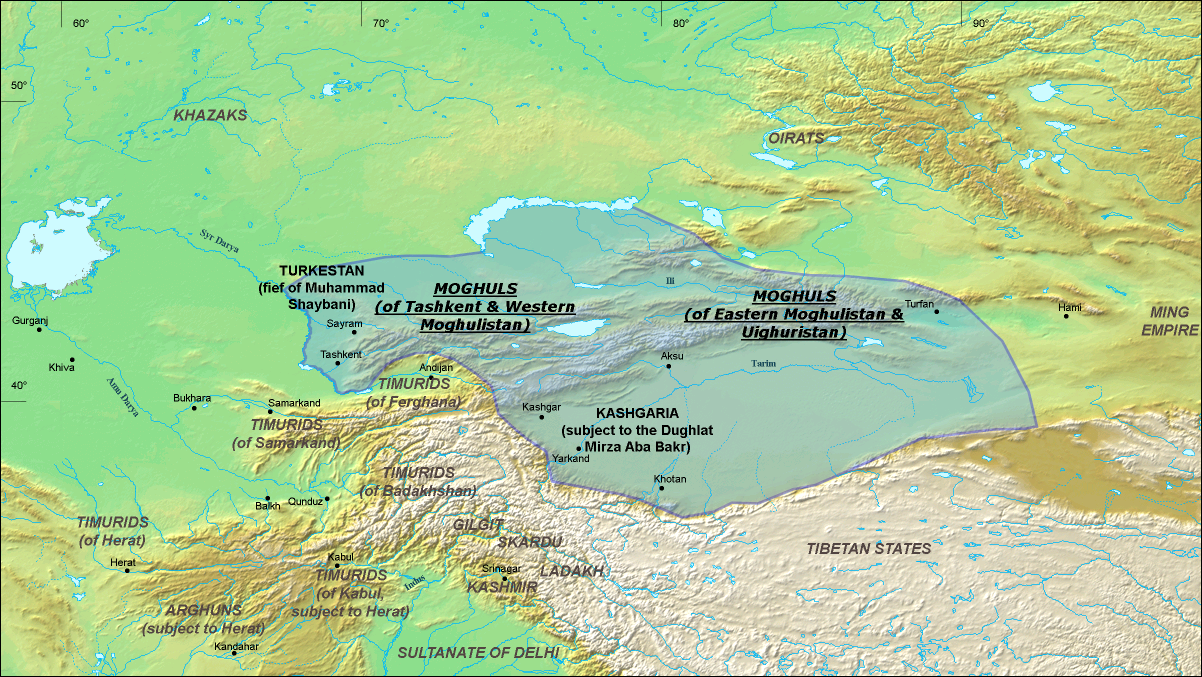
Моголистан в 1490 г.

В условиях постоянных войн города Туркестана часто сдавались без сопротивления, чтобы избежать разрушений. Так, Сауран был добровольно передан брату Шайбани, Махмуд-султану, по инициативе местной знати и духовенства. Аналогичным образом ранее был сдан Сыгнак Бурундук-хану и Аркук — Шайбанидам. Такие действия отражали стремление сохранить относительную стабильность в условиях феодальных конфликтов. Позже в конфликт вмешался Султан Ахмед-хан, брат Султана-Махмуда, который, укрепив свою власть в Могулистане, выступил против казахов и, по сообщению Мирзы Хайдара, трижды победил их. Несмотря на это, Султан Ахмед-хан сохранял лояльность старшему брату, признавая его старшинство.
Тем не менее усиление Мухаммада Шайбани вскоре стало угрозой как для казахов, так и для самих могулами. Поддержка Шайбанидов, которая мешала казахам утвердиться в Туркестане, в итоге стала нежелательной и для Султана-Махмуда. В этих условиях казахи и могулы восстановили мирные отношения и заключили союз, направленный против общего противника — Шайбани-хана.

### Отношения с ногайцами
Отношения между Казахским ханством и Ногайской Ордой были сложными и менялись в зависимости от политической обстановки. После смерти Ваккас-бека в 1440-х годах мангытские беи порвали с властью Абулхайра, что стало основой для формирования Ногайской Орды. Фактическим лидером стал Муса-мирза, тогда как номинальным считался Аббас-бек, брат Ваккаса. На раннем этапе казахские султаны и мангытские беи выступали как союзники против Шибанидов: они поддерживали выступления против Шейх-Хайдар-хана, а после его гибели — против Мухаммеда Шейбани. Однако к 1470-м годам усиление Казахского ханства вызвало тревогу у Мусы. В 1473—1474 годах он приблизил к себе Шейбани-хана, что спровоцировало ответный поход Бурундук-хана, завершившийся неудачей.
Военная конфронтация возобновилась в 1508 году, когда казахское войско подошло к ногайским улусам, вынудив их откатиться за Волгу и оставить Сарайчик. После смерти Мусы и Ямгурчи, ногайские земли оказались под давлением как со стороны Крыма, так и со стороны казахов: в 1509 году Мухаммед-Гирей провёл успешный карательный поход, в результате которого ногайцы стали зависимы от Крымского ханства. Тем временем Шейбани-хан подготовил крупный поход против казахов, заручившись поддержкой духовенства, провозгласившего войну священной. В начале 1509 года его войско численностью до 300 тысяч человек вышло из Бухары, атаковав улусы казахских султанов. Улус Жаныш-султана был разграблен, но он сам выжил, а нападения на владения Бурундук-хана и Касыма не дали результата из-за суровой зимы.
Последним этапом кампании стало нападение на улус Таныш-султана, которое завершилось разорением его владений. Несмотря на отдельные успехи, основная цель — уничтожение казахских сил — достигнута не была. Уже в 1510 году последовал ещё один поход, также без решающего исхода. Казахское ханство не только сохранилось, но и продолжило сопротивление, что в итоге способствовало ослаблению влияния Шибанидов в регионе.

### Бурундук-хан и Касым-хан
Бурундук-хану выпало править в неспокойное и переломное время, насыщенное борьбой и переменами. Он с достоинством принял вызовы эпохи, оставаясь верным заветам своего отца, Кирея, и его соратника Жанибек-хана. Его главной целью было сохранение и укрепление государства, заложенного ими. Бурундук-хан проявил себя как деятельный и отважный правитель: все значимые события последней четверти XV века в ханстве проходили при его непосредственном участии. Он лично возглавлял войска и неоднократно получал ранения в сражениях.
Историки того времени описывают его как выдающегося лидера Дешта и могущественного государя. Так, по свидетельствам современников, стоило Бурундук-хану отдать приказ о набеге, как воины тотчас же собирались в количестве четырёхсот тысяч, причем каждый из них по силе равнялся десяти воинам.
К началу XVI века влияние Касыма, сына Жанибек-хана, стало столь значительным, что, несмотря на формальное правление Бурундук-хана, фактическая власть в государстве перешла в руки Касим-султана. Их соперничество завершилось поражением Бурундук-хана, который утратил свой авторитет и был вынужден покинуть ханство. Осенью 1513 года он с ближайшим окружением отправился в Самарканд, где и скончался вдали от родных земель.
Касым-хан был третьим сыном Жанибек-хана, одного из основателей Казахского ханства. Его мать, Джаган-бегим, приходилась родной сестрой матери Махмуд-султана, младшего брата по отцу Шейбани-хана.
Автор одного из исторических трудов, описывая события осени 1513 года, упоминает, что возраст Касим-хана превышал шестьдесят лет и приближался к семидесяти. Исходя из этого, можно предположить, что он родился около 1445—1446 годов. Молодость Касим-хан провел в условиях кочевой вольницы — в Моголистане, на территории современного Семиречья.
В политической жизни Казахского ханства последней трети XV — начала XVI века Касим-хан занял одно из ключевых мест. Он проявил себя как успешный полководец, влиятельный султан крупного улуса, а позднее — как реформатор на престоле казахских ханов. Ему довелось управлять страной в переломную эпоху, когда происходило становление Казахского государства, бушевали междоусобные войны, изменялись границы соседних держав, одни династии приходили к власти, а другие теряли свои позиции.

### Войны с Шейбанидами
Шейбани-хан стремился завоевать казахские земли и предпринял три крупных похода в 1503, 1505 и 1509 годах.
Наиболее подробные сведения о первых походах Мухаммед Шейбани-хана против казахов содержатся в труде Фазлаллаха ибн Рузбихана Исфахани «Михман-наме-йи Бухара». По его словам, когда Шейбани направился на завоевание Хорасана и остановился в Балхе, ему сообщили о набеге казахов. «Услышав это известие, — пишет далее историк, — протрубили поход и, повернув обратно из Балха, отправились на казахов», но сражения не произошло: казахские султаны отступили. «Его высокостепенное ханское величество, здрав и невре-дим, с совершенным успехом, полный надежд, в превосходном состоянии, с добычей, одержавший победу и обогащенный, воз-вратился обратно…». Этот поход, вероятно, состоялся весной 1504 года после неудачной осады Балха осенью 1503 года. Мирза Мухаммед Хайдар в «Тарих-и Рашиди» сообщает, что зимой 1503—1504 годов Шейбани находился в Балхе, а весной прибыл в Самарканд, после чего направился на Андижан. Возможно, тогда и состоялся поход на казахов. Интересно, что казахский набег совпал с формированием антиузбекской коалиции под руководством Султана Хусейна Байкары, которого в 1496 году посетил Касым-султан, сын Сейдак-хана, отождествляемый с будущим Касым-ханом. Считается, что он женился на дочери Байкары, Айша-бегим, хотя в источнике упомянута Айша-Султан-ханым. Рузбихан, преувеличивает: Шейбани-хану не удалось разбить основные силы казахов или навязать им крупное сражение, и неясно, у кого именно была захвачена добыча. Пострадали жители городов Туркестана, а не улусы казахских султанов.

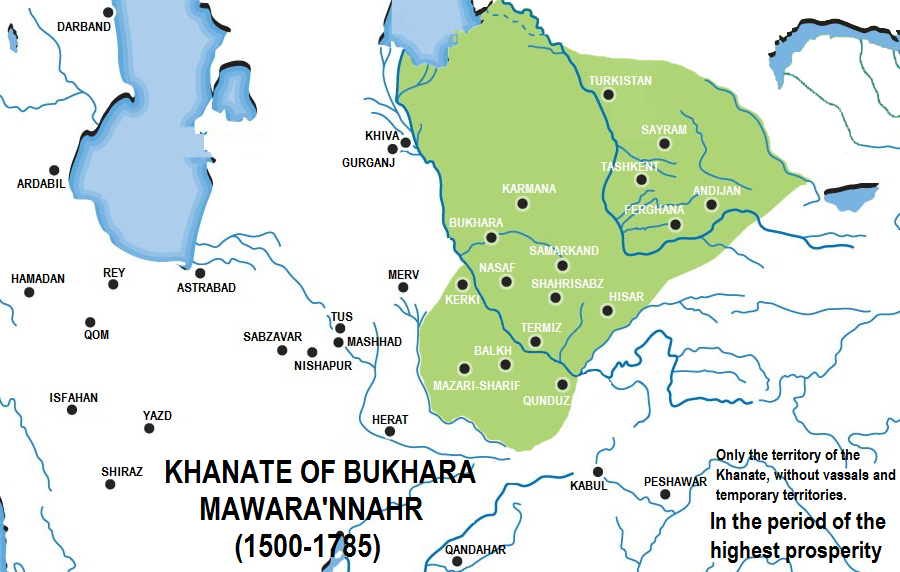
Карта государства Шейбанидов

Не достигнув значительных успехов в первом походе, Мухаммед Шейбани-хан вскоре организовал новую военную кампанию против Казахского ханства. Вопрос о датировке этого похода требует уточнения, в комментариях к «Михман наме-йи Бухара» указано, что он состоялся в 1505—1506 годах. Однако данные Фазлаллаха ибн Рузбихана Исфахани содержат противоречия. Он пишет: «Через год, — говорит историк, — летом, когда был завоеван Хорасан [его величество] принял твердое решение настолько истребить улус казахов, что-бы впредь ни один из них не посмел ступить [ногой] на ханские земли». Согласно исследованиям, в 1505-1506 годах Хорасан ещё не входил в состав владений Шейбанидов. Мирза Мухаммед Хайдар указывает: «Мир Мухаммед Салих… дату завоевания Хорасана нашел в слове Хорасан, [а именно] — 912 (1506—1507) год». Эта информация подтверждается и словами самого Фазлаллаха ибн Рузбихана Исфахани: «Если даже вследствие похода в Хорасан и Ирак между ханским войском и областями случится большое расстояние, чтобы они, [казахи], из страха отмщения не вступили бы в эту страну». Решение о походе могло быть принято летом 1507 года после включения в состав государства Шейбанидов Герата, а сам поход, состоялся в конце 1507 или в начале 1508 года. Косвенные свидетельства содержатся в «Тарих-и Рашиди» Мирзы Мухаммед Хайдара: «Зимой того же года Шахибек хан прибыл в Мавераннахр, чтобы повести войско на Казах, то есть на Дашт-и Кипчак… Шахибек хан прошел в Казах, а моего отца оставил в Самарканде. В начале весны он вернулся, пошел в Хорасан». Известно, что его отец Мухаммед Хусейн-гураган и дядя Султан-Махмуд-хан были казнены по приказу Шейбани-хана с 2 мая 1508 года по 21 марта 1509 года. Поход был направлен против улуса Бурундук-хана: согласно «Михман наме-йи Бухара», узбекские войска, пройдя через Сыгнак, напали на улус, и в источнике говорится: «бросив скот и имущество, обратился в бегство». После этого узбекское войско вернулось в Туркестан.
Осенью 1508 года казахский султан Ахмед-султан, собрав войско численностью свыше 50 тысяч, попытался воспользоваться тем, что Мухаммед Шейбани был занят войной за Хорасан и не мог оперативно вернуться в Мавераннахр. Ослабленные гарнизоны в Самарканде и Бухаре казались уязвимыми, и Ахмед выступил с целью захвата этих ключевых городов, что дало бы ему контроль над значительной частью Средней Азии. Однако шибанидские правители, оставленные в регионе, в частности Убайдулла-султан, поспешили предупредить хана о надвигающейся угрозе. Получив известие о присутствии основных сил Шейбани вблизи, Ахмед отступил, но прежде совершил серию набегов на Самаркандский и Бухарский вилайеты, захватив округ Куфин, крепость Дабуси и пленив тысячи местных жителей. После этого казахское войско, пройдя через Бухарскую степь и переправившись через Сырдарью у крепости Узгенд, вернулось в земли Жаныш-султана. Этот поход стал поводом для нового вторжения Шейбани-хана в Казахское ханство, о чём оставил свидетельство очевидец событий — Фазлаллах ибн Рузбихан Исфахани.
Действия Ахмед-султана стали поводом для крупного военного похода Мухаммеда Шейбани-хана против Казахского ханства, подробно описанного Фазлаллахом ибн Рузбиханом Исфахани, участником событий. В начале 1509 года по инициативе Шейбани в Бухаре было собрано совещание, на котором духовенство Средней Азии издало фетву, объявив войну с казахами «священной» на основании обвинений в идолопоклонстве, захвате мусульманских пленников и торговле рабами. Кампания, начатая 27 января, стала одной из крупнейших за всё правление Шейбани и сопровождалась массированной мобилизацией — войско достигло численности до 300 тысяч человек. Первой целью стала ставка Жаныш-султана, отца Ахмеда, чьи силы были разгромлены, а сам Ахмед-султан пленён и казнён. Узбеки захватили десятки тысяч юрт, пленных и скота. Однако продолжение похода против улусов Бурундук-хана и Касым-султана оказалось безуспешным из-за зимней стужи. Следующая попытка — зимняя кампания 1509—1510 годов, приведшая узбеков в Улытау, — завершилась сокрушительным поражением от казахских отрядов под командованием Мойынсыз Хасана. Потеряв многих полководцев и воинов, армия Шейбани отступила, а Касым-хан укрепил свои позиции. Осенью 1510 года Шейбани выступил против шаха Исмаила I и пал в битве при Мерве, что вызвало кризис среди Шибанидов и серьёзные изменения в регионе. При поддержке Сефевидов Захир ад-Дин Бабур восстановил власть Тимуридов в Мавераннахре, а Шибаниды были вынуждены отступить в Туркестан. Появившееся окно возможностей позволило Касым-хану расширить влияние, присоединив большинство городов Туркестана и значительно упрочив позиции Казахского ханства.
В период противостояния Бабура и Шибанидов Касым-хан активно укреплял свои политические позиции, и в результате этой политики весной 1513 года в состав Казахского ханства вошёл южный город Сайрам. По свидетельству Мирзы Мухаммеда Хайдара из «Тарих-и Рашиди», правитель города Катта-бек, опасаясь Шибанидов, добровольно передал Сайрам под власть Касыма и поступил к нему на службу. Позднее по его настоянию Касым-хан организовал поход на Ташкент, где правил Суйунчи-Ходжа-хан. Согласно «Зубдат ал-асар» Абдаллаха Балхи, при подходе к городу произошло сражение, в котором Касым-хан потерпел поражение и получил ранение, хотя Мирза Мухаммед Хайдар это не упоминает — на расхождение указывает и В. В. Бартольд. Несмотря на восстановление власти Шибанидов в Мавераннахре, их положение оставалось уязвимым: с севера угрожал Касым-хан, контролировавший значительную часть Туркестана, с востока нападал могульский хан Султан Саид, а с юга приближалось вторжение Сефевидов под предводительством Исмаила I. В таких условиях узбекские султаны, вероятно, были вынуждены признать закрепление Туркестана за Касымом и вступить с ним в переговоры.

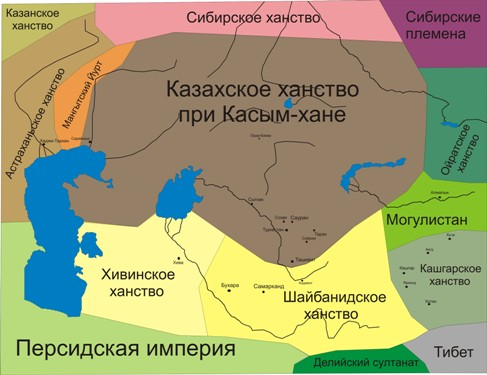
Приблизительные территории Казахского ханства в период 1513—1519

По данным В. Л. Вяткина, после победы над Захир ад-Дином Бабуром и Сефевидами фактический правитель узбеков Убайдаллах-хан отправил послов к Касым-хану с предложением династического брака — сватовством одной из его дочерей. Касым-хан согласился, и его дочь была отправлена в Бухару.
Имя этой дочери в источниках не упоминается, но в «Мусахир ал-билад» (начало XVII в.) мать Абд ал-Азиз-хана, сына Убайдаллах-хана, названа Казак-ханым, дочерью одного из казахских султанов. Возможно, речь идет о дочери Касым-хана, но существует хронологическое несоответствие: согласно тому же источнику, Абд ал-Азиз-хан родился в 1511 году, что делает маловероятным брак его матери с Убайдаллах-ханом после 1512 года. Вероятно, в тексте содержится ошибка в датировке.
Перемирие с Шибанидами соответствовало политическим интересам Касым-хана: оно закрепляло за Казахским ханством большую часть Туркестана и позволяло сосредоточить усилия на борьбе с Ногайской Ордой.
Однако большинство исследователей считают, что отношения между казахами и Шибанидами в последние годы правления Касым-хана оставались напряженными. В качестве доказательства они приводят сведения шибанидского историка Зайн ад-Дина Васифи, который сообщает, что во время его пребывания в Туркестане туда же прибыли «хан, Кучум-хан и прочие султаны Самарканда» для организации набега на казахов.
Кем был этот «хан», точно неизвестно. А. Н. Болдырев полагал, что речь идет об Убайдаллах-хане, но В. П. Юдин считал, что им был Суйунчи-Ходжа-хан — номинальный правитель узбеков после смерти Мухаммед Шейбани до октября 1512 года. Даже после передачи власти своему брату Кучкунчи-хану он сохранял высокий авторитет среди Шибанидов, что делает его наиболее вероятным кандидатом.

### Ногайские войны
В 1513 году Касым-хан, сопроводив могольского хана Султан-Саида до границ своего государства, предпринял поход на Ногайскую Орду, в ходе которого нанес поражение ногайским мурзам, вынудив их отступить за Волгу. Ситуацией воспользовался крымский хан Мухаммад-Гирей, совершивший в 1515 году поход на ногайцев с противоположного направления, что вновь заставило их отойти на восточный берег Волги, где, вероятно, их столкновения с отрядами Касыма продолжились. На этом фоне обострились внутренние распри среди ногайской знати, в которые был вовлечён и астраханский хан Джанибек. Тем временем, пока Касым сосредоточился на упрочении власти в Туркестане, ногайцы вернули часть ранее утраченных земель, включая Сарайчик, который вновь оказался под их контролем в 1515 году. В 1516 году московский посол в Крыму сообщал о прибытии нескольких ногайских мурз во главе с Алчагиром к крымскому хану, среди которых также упоминаются Шийдяк и другие. Потеряв поддержку и земли, Алчагир искал внешнюю помощь, а ранее вытесненный им Шигым — в попытке примирения, направил посольство в Крым. Испытывая давление со стороны казахов, Шигым признал зависимость от Крыма и даже предлагал династический союз и перекочёвку на запад, что свидетельствует о его ослаблении.
В 1519—1520 годах Касым-хан начал новый поход против Ногайской Орды, в ходе которого казахские войска нанесли поражение ногайским мирзам и вытеснили их за Волгу. Ослабленные ногайцы попытались заключить союз с Крымом и договориться с Астраханью, но не смогли предотвратить разгром. Казахи захватили улусы и нанесли удар по владениям вплоть до Хаджи-Тархана. В ответ ногайцы позже предприняли ответный поход на Астрахань, что привело к резне местной знати и временному восстановлению позиций. Несмотря на это, кампания Касыма серьёзно подорвала влияние Ногайской Орды на востоке.

### Феодальная междоусобица

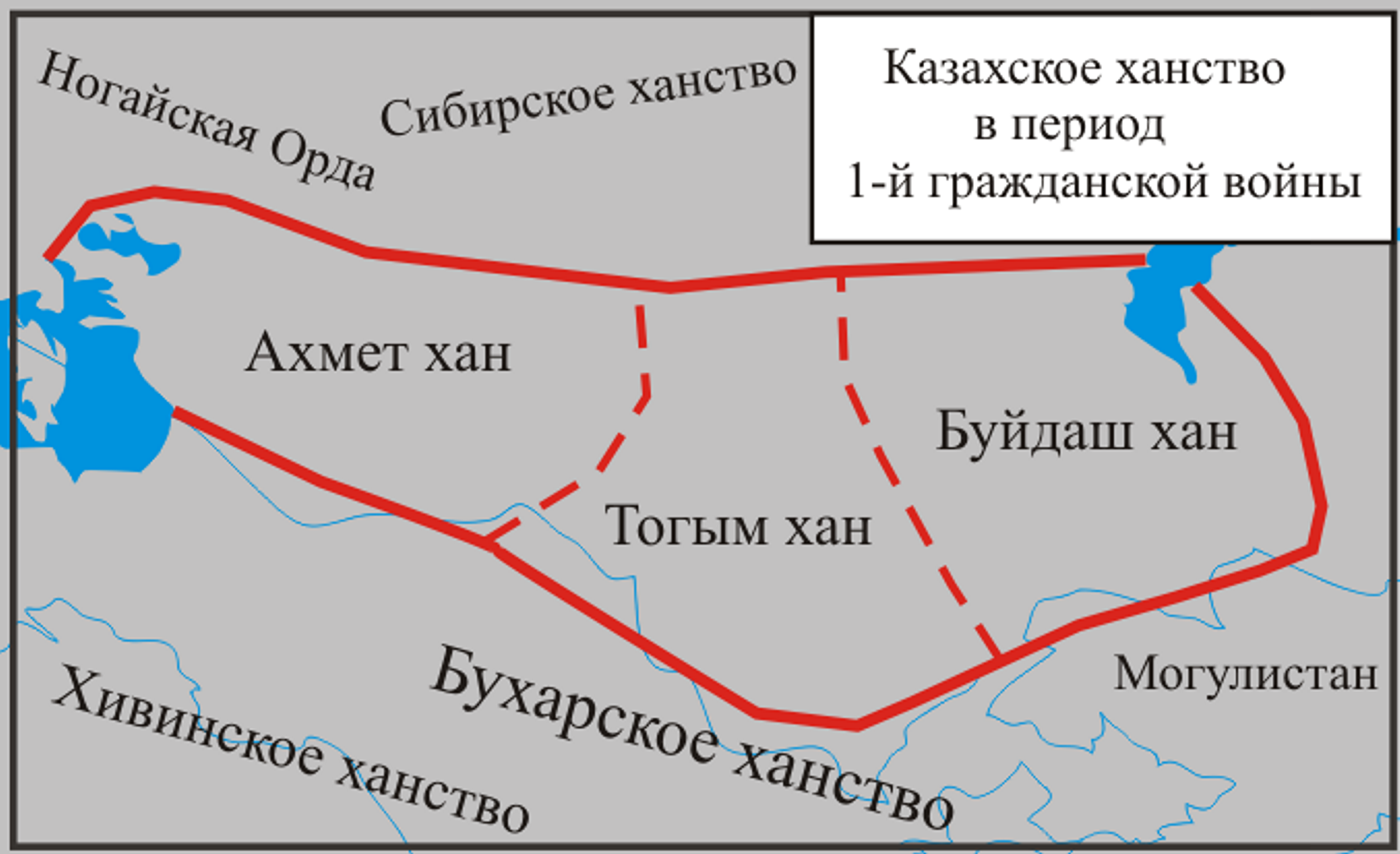
1-я гражданская война в Казахском ханстве

После смерти Касым-хана, Ногайская Орда, как пишет Трепалов, начала «реконкисту» вернув свои прежние границы до реки Тургай. Казахское ханство сократилось до территории Семиречья (Жетысу) и современного Южного Казахстана, где шла межфеодальная война. Подконтрольные территории для казахов, были лишь Семиречье и некоторая часть долины Сырдарьи. Сибирское ханство захватило северные районы Сары-Арки до реки Нуры.
Со времен Ойраты начали вторжения в раздробленное казахское ханство, присоединив восточные части Сары-Арки.
В 1522 году, Могольский хан Мансур совершил поход на казахское ханство, но потерпел сокрушительное поражение в местности Арысь. По итогу ему пришлось заключить мирный договор и отдать свою сестру замуж за Бауш-хана.
В начале 30-х годов XVI века в Казахском ханстве началась междоусобная война между внуками Жанибек-хана. в 1537 году мангыты, узбеки и могулы объединили силы и нанесли тяжёлое поражение казахам в Сан-Ташском сражение, в самой битва погиб Тугум-хан и 37 казахских султанов. Из этой междоусобицы, называемой также «первой гражданской войной», победителем вышел сын Касым-хана Хак-Назар-хан.

### Казахское ханство при Хакназаре
Хак-Назар-хан начал объединять казахские земли. Он вернул в состав Казахского ханства северные районы Сары-Арки, а также расширял южные и восточные владения Казахского ханства. Вел бесконечные войны с Ногайской ордой, а в 1577 году отвоевал у ногайцев Сарайчик и окружающие его территории.
В 1558—1559 году английский купец Дженксион посетил Среднюю Азию и Казахское ханство. Описывал казахов как сильный народ. Как он сообщает, казахи уже три года теснили Ташкент и своими нападениями создавали серьёзную помеху для торговых караванов.
При Хак-Назар-хане, в 1574 был заключён первый русско-казахский беспошлинный договор о торговле.
В борьбе с хивинцами им был закреплён полуостров Мангыстау. Успешно отражал походы ойратов. Хак-Назар-хан начинает поход против Яркендского ханства с целью окончательно закрепить Семиречье в составе Казахского ханства. Поход совершился успешно и был завершён полным разгромом Яркендского ханства. Однако на севере возникла угроза от Сибирского ханства во главе с ханом Кучумом.

### Казахское ханство после Хакназара
После гибели Шигая ханом становится Тауекель-хан. Тауекель-хан начинает войну против Ташкента. Начинается месть за Хак-Назар-хана. В 1582 году Баба султан терпит поражение от объединённого войска Шигая и Абдаллаха, а после отступает в Улытау где уже Тауекель нанёс ему поражение, в битве погиб сам и он. В 1586 году Тауекель совершают поход в Северную Бухару. Правитель Ташкентского ханства Баба-султан заключает союз с Бухарой. Бухарские и ташкентские войска вторгаются в Южный Казахстан, штурмуют города Туркестан, Сауран, Созак и Сайрам. Захватчики потерпели поражение при Сауране. В свою очередь казахские войска наносят встречный удар, возвращают Ташкент и начинают вторжение в Бухарское ханство. Казахские войска во главе султаном Есимом захватывают Самарканд. Во время штурма Бухары казахские войска узнают о смерти Тауекель-хана. Султан Есим заключает мирный договор с Бухарой. По договору Коканд, Андижан, и другие города Ферганской долины вошли в состав Казахского ханства, за исключением Самарканда. После казахско-бухарской войны Есим-хан в 1613 году закрепляет Самарканд за Казахским ханством. Ферганская долина оказалась в составе Казахского ханства с 1598 по 1709 годы, а Самарканд с 1613 по 1718 годы.

### Расширение территорий
В 1573 году при направлении к Хак-Назару по настоятельной просьбе братьев Строгановых русского посольства во главе с Третьяком Чебуковым, Иван Грозный поставил перед послами задачу не только установить контакт с «казацкой ордой» (в современной терминологии — Казахским ханством), но и заключить с ним военный союз против сибирского хана Кучума.

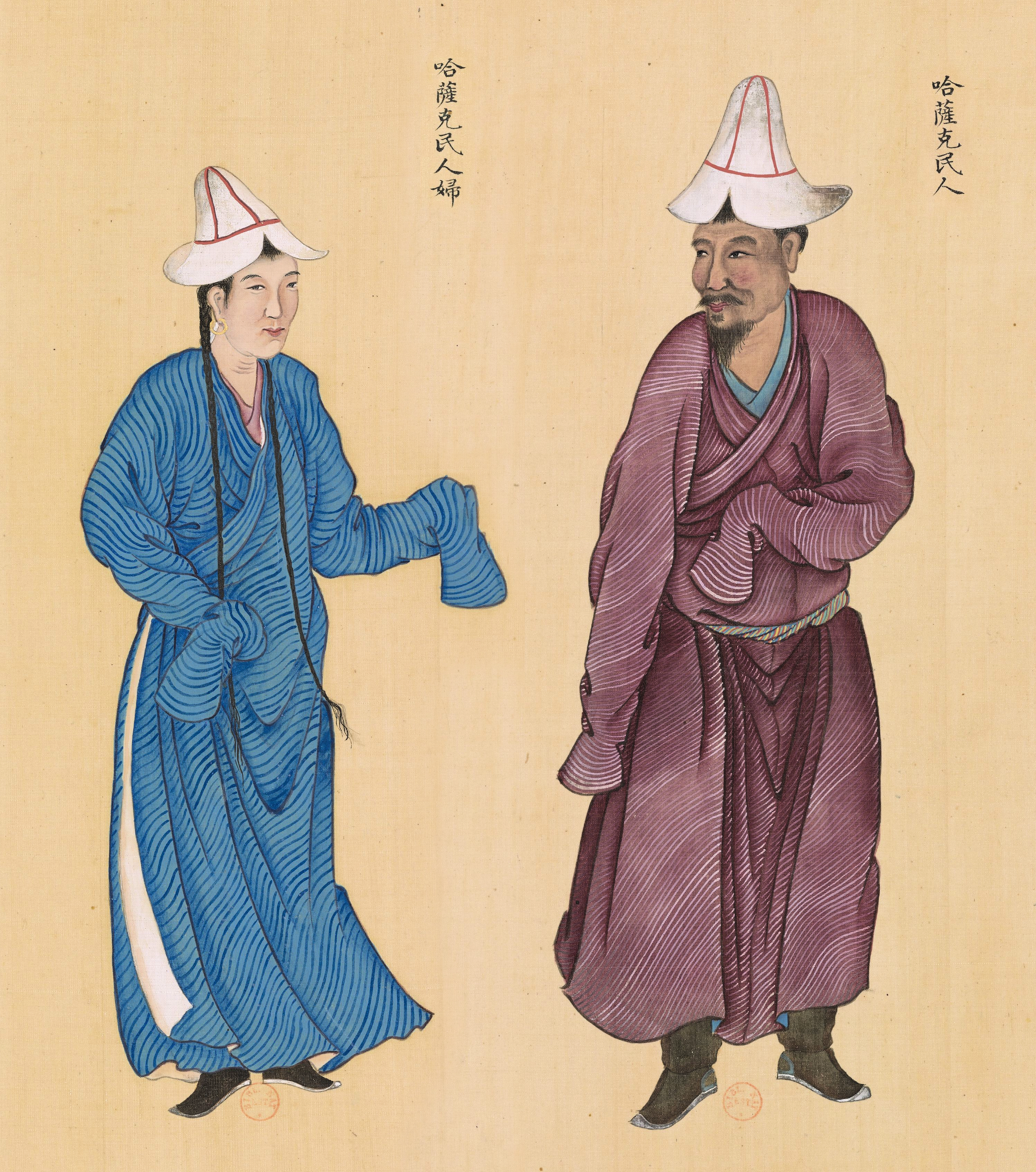
Казахский простолюдин со своей женой. Хуан Цин Чжигун Ту, 1769

Хак-Назар-хан подчинил своей власти не только всю казахскую степь, но и вёл масштабные войны с соседними государствами. За короткий срок он разбил войска Могулистана, нанёс сокрушительные удары ойратам в 1554 году. Часть киргизов признала Хак-Назара своим ханом. Также ему удалось нанести ряд поражений правителям Мавераннахра. Отряды Хак-Назара держали под постоянной угрозой Ташкент, взимая дань со всех проходящих караванов. В 1534 году русский посланец Данила Губин, находившийся в Ногайской орде, докладывал царю Ивану IV: «А казаки, Государь, сказывают, добре сильны, а сказывают, Государь, Ташкен воевали и Тешкенские царевичи, сказывают, с ними дважды бились, казаки их побивали» . Военный поход Хак-Назара против сибирского хана Кучума вынудил последнего искать союзников у русских правителей и среди среднеазиатских ханов. Иван Грозный в 1573 году направил к Хак-Назару своего посла Третьяка Чебукова, но тот в июле 1573 года близ Камы был захвачен в плен Маметкулом, племянником сибирского хана Кучума. Тем не менее, 30 мая 1574 года Иван Грозный даровал купцам Строгановым грамоту на право беспошлинной торговли с Казачьей Ордой. За установлением торговых связей последовали и политические сношения между Москвой и Казахским ханством. Некоторое время Дин-Мухаммад султан, сын Хакназара, правил Ташкентом и Хивой.
В 1598 году Тауекель хан предпринял военный поход на государство Шейбанидов, достаточно подробно описанный в труде Искандара мунши «Тарих-и аламара-йи Аббаси». Согласно данным, приводимым Искандаром мунши, численность войска братьев Тауекеля и Есим-султана (Ишим-султана) составила сто тысяч людей. Тауекель-хан, овладев вилайетами Туркестана и Мавераннахра, прежде всего городами Ахси, Андижаном, Ташкентом и Самаркандом вплоть до Мийанкала, оставил своего брата Есим-султана с двадцатью тысячами воинов в Самарканде, а сам с войском в 70-80 тысяч человек направился к Бухаре. Однако Тауекель был ранен, он вернулся в Ташкент и вскоре скончался.

### Правление Есим-хана
После смерти Тауекель-хана ханом становится султан Есим, сын Шигай-хана. Его правление стало временем очередного (третьего по счёту) усиления Казахского ханства после Касым-хана и Хак-Назар-хана. Есим-хан переносит столицу ханства из Сыгнака в город Туркестан. Он подавляет восстание каракалпаков, захвативших Ташкент, и в 1613 году вынуждает их покинуть среднее течение Сырдарьи.
В 1598 году заключил мир с Бухарой. Завершил длительную борьбу за территории. Теперь у казахов туркестанские города, Самарканд, Андижан и Фергана, отказался от Бухары. Период 15-летнего затишья в отношениях между Казахским ханством и Бухарой заканчивается.
Есим-хан объединяет казахские войска и начинает поход против Ташкентского хана Турсун Мухаммад-хана и Бухары. В 1627 году он разбил врага и взял Ташкент, а Турсун был убит своими приближёнными, Ташкентское ханство было ликвидировано, Гражданская война закончилась.
После смерти Есим-хана ханом становится Жанибек, его старший сын, но, фактически, государством управляет Жангир-султан, другой сын Есима, ставший впоследствии ханом.

### Начало казахско-джунгарских войн
Зимой 1634-1635 годов отношения между Казахским и Джунгарским ханствами резко обострились, что привело как минимум к двум сражениям. В первом из них казахи одержали победу над джунгарами. Историк С. К. Богоявленский пишет, что весной 1635 года Жангир-султан (или Джахангир-султан), сын Есим-хана, совместно с так называемыми «чекарскими калмыками», сражался против Хо-Урлюка и одержал победу. Под «чекарскими калмыками» подразумевалась дербетско-хошоутская группировка под руководством Хунделен-тайши. Однако подтверждений этой версии в доступных источниках не обнаружено, и в опубликованных материалах подобная информация также отсутствует. Вероятно, речь идет именно о первом сражении, где победили казахи.
Во втором сражении джунгары взяли верх, захватив в плен Жангир-султана. Во второй половине 1635 года томский воевода Н. Егупов-Черкасский сообщал в Москву о казахско-джунгарской войне. По его словам, сначала казахская Орда разгромила джунгар (называемых «черными калмыками»), но позже джунгары собрались с силами, одержали победу и пленили Жангир-султана.
В июле 1635 года татарский князь Абака также сообщил русским о войне между казахами и джунгарами.
Талай тайша, да контайша, да Кужи тайша, да Тоурго-ча тайша со всеми черными калмаки сее зимы ходил на Каза-чью Орду, а Казачьи Орды люди пошли было на чорных кол-маков. И как де колмаки сошлись с Казачьи орды с людьми, и был де у них бой великой. И черные де колмаки Казачьи Орды людей побили и взяли у них царевича Янгыра Ишимова сына, а Ышым в Казачьей Орде был царь, и тот де царевич в Чер-ных Калмаках»
Во втором походе джунгары задействовали значительные силы. Этот поход оказался для них успешным. Одержав победу, они взяли в плен Жангир-султана, младшего брата Жанибек-хана.

### Правление Тауке-хана

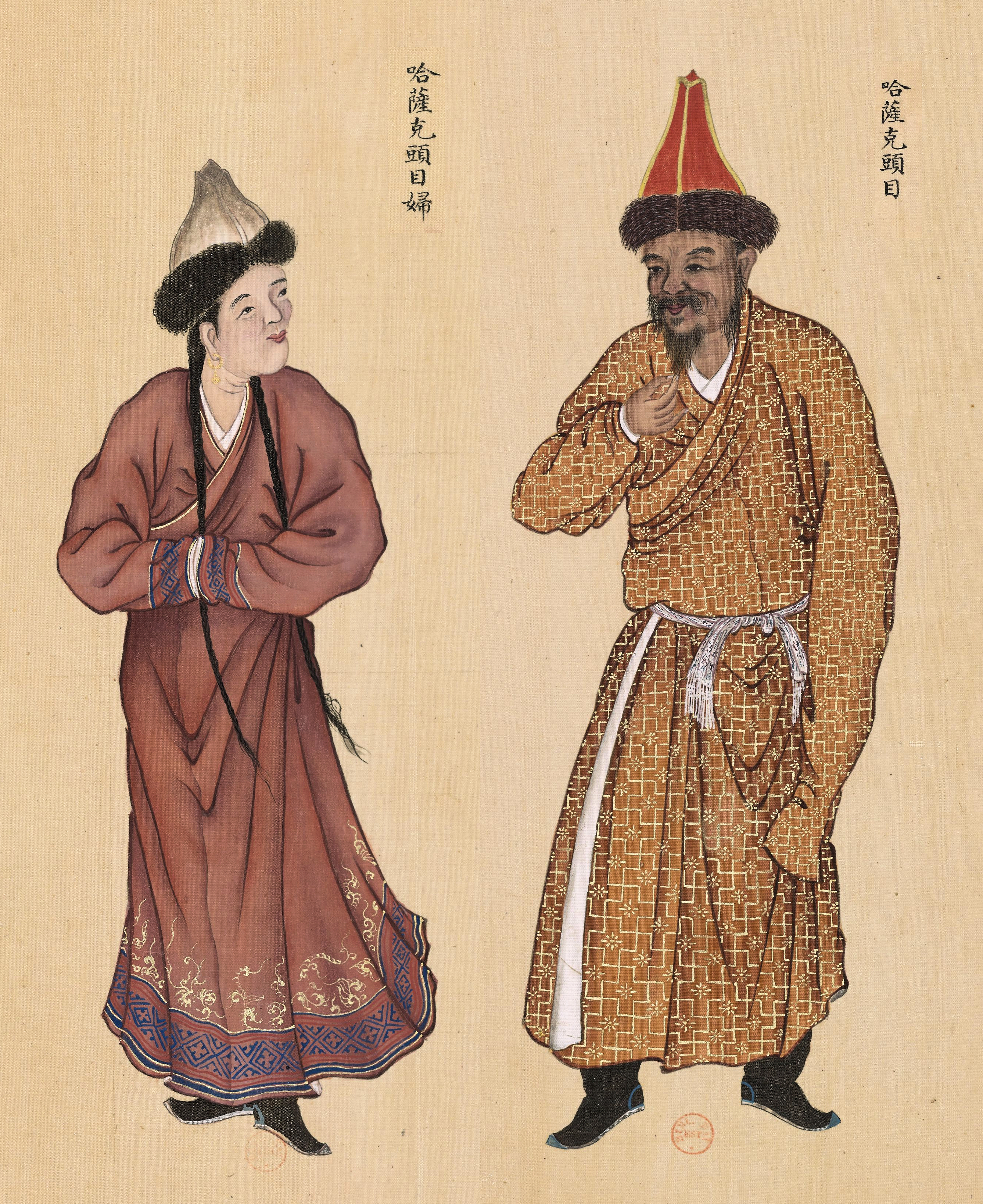
Казахский лидер со своей женой. Хуан Цин Чжигун Ту, 1769

Тауке хан считается основоположником обычного права казахов, поскольку именно при нём произошло окончательное оформление юридической системы казахского общества. Первое серьёзное изменение Тауке внёс в систему властных отношений. Он упорядочил деятельность биев, сделав заседание бийского совета постоянным и регулярным. Бийские советы превратились в важный государственный орган, осуществляющий прямые и обратные связи в системе властных отношений. Таким образом, авторитет власти среди простого народа стремительно рос, что позволило динамично развивать политическую ситуацию в стране. В период правления Тауке хана начались казахско-русские конфликты. Начался этот конфликт из-за набегов со стороны башкир, уральских казаков и калмыков. Казахский хан Тауке посылает в 90-х г. XVII в. несколько посольств в Россию. Основные задачи, которые ставились перед посланниками — добиться прекращения набегов уральских казаков и башкир и заключить торговые соглашения с русскими купцами. Однако русская сторона, не видевшая выгоды в сближении с казахами, затянула переговоры, арестовав ханских послов, что заставило Тауке хана сдержанно относиться к перспективам казахско-русского союза.

## Города и селения

### Присырдарьинские города
Города и укреплённые поселения играли важную роль в политической, административной, экономической и оборонной системе Казахского ханства, особенно на юге. В них размещались ставки ханов и султанов, действовали базары и караван-сараи, общественные бани и медресе. Многие города выполняли функции официальных резиденций степной знати и представителей центральной власти.
В последней по времени обобщающей работе о позднесредневековых городках и поселениях Южного Казахстана указывается лишь 23 городища, хотя на самом деле в XVI—XVIII веках городов здесь было больше. Ещё в начале XVI века Фазлаллах ибн Рузбихан Исфахани писал, что область Туркестан состоит из 30 крепостей. В эпоху правления хана Тауке число подвластных казахам городов в районе Сырдарьи достигло 32. Эту же цифру приводит голландский бургомистр и купец Н. Витсен в конце XVII века со ссылкой на информацию тобольского купца: 

«в то время… на козакских территориях в целом можно насчитать тридцать два маленьких городка»
 В середине XVIII века урбанистическая инфраструктура Казахского ханства по-прежнему была представлена «городом Туркестаном с тридцатью двумя городками», о чём начальник Оренбургской комиссии И. И. Неплюев 18 ноября 1742 года проинформировал Коллегию иностранных дел.
Особую группу укреплённых поселений составляли небольшие фортификационные пункты, построенные представителями степной знати в условиях военных столкновений с джунгарами и другими соседями. Большинство из этих укреплений пока не локализованы. Среди известных укреплений можно отметить:
- Крепость Джанакорган, основанную для отражения набегов калмыков;
- Укрепление, возведённое Карабатыром из Младшего жуза на Сырдарье;
- Поселение на реке Арыс, где были построены глиняные крепости для защиты в случае нападения;
- Селение, основанное Абылаем своему сыну султану Адилю по просьбе казахов Большой орды (старшего жуза) при реке Талас, где первоначально размещались казахи и каракалпаки, занятые земледелием;
- Укреплённый пункт на реке Цырцыт (совр. Чирчик) вблизи Ташкента, связанный с деятельностью Толе би.

Многие города и укреплённые селения были заброшены, разрушены или утратили своё значение в ходе Казахско-джунгарских войн, а также в результате Русско-кокандского противостояния XVIII—XIX веков. Военные конфликты, изменение торговых путей и усиление внешнего давления значительно повлияли на судьбу исторических центров, ранее игравших важную роль в жизни Казахского ханства.

### Среднеазиатские города
Во время правления Бурундук-хана, после продолжительной борьбы за восточный Дешт-и-кипчак (1470—1495) между казахами и шейбанидами, был достигнут мир. С целью укрепления союза Бурундук-хан выдал двух своих дочерей замуж за шейбанидских султанов. За казахскими правителями остались северные районы Туркестана, включая важные центры Сыгнак и Сауран, а также район Каратау с Сузаком и другими поселениями, земли в низовьях Сырдарьи и Приаралье. В 1508 году Бурундук-хан занял Сарайчик, однако в 1515 году Алчагир вновь захватил город, воспользовавшись отсутствием Касим-хана, находившегося на юге. После Мервской катастрофы (1510), которая изменила политическую обстановку в регионе, Касим-хан присоединил к Казахскому ханству значительную часть туркестанских городов. В 1513 году под казахский контроль перешёл южный город Сайрам, а позднее — Туркестан и Ташкент с прилегающей территорией. В 1519 году, в результате похода на Ногайскую Орду, был вновь взят Сарайчик, где впоследствии находилась ставка Касим-хана.
В 1598 году в результате крупного военного похода, известного в историографии как «Нашествие Тауекель-хана», войска Казахского ханства вторглись в Мавераннахр и заняли ряд крупных городов. Под казахский контроль временно перешли Ташкент, Самарканд, Ахси, Андижан, Фергана и другие среднеазиатские города. В ходе этого похода Тауекель-хан предпринял попытку осадить Бухару, однако взять город не удалось. Не сумев захватить столицу Бухарского ханства, казахское войско отступило в сторону Ташкента, по пути ведя бои с узбекскими отрядами.
Во время одного из таких сражений Тауекель-хан получил смертельное ранение и вскоре скончался в Ташкенте. После этого между казахскими и бухарскими правителями было заключено, по выражению историка Искандера Мунши, «нечто вроде мира». В соответствии с достигнутыми договорённостями, казахи отказались от Самарканда, но сохранили за собой Ташкент на 150 лет, часть присырдарьинских городов — ранее захваченных Шейбанидами, но возвращённых под казахский контроль, — а также область Ферганы.
Согласно карте шведского исследователя Филиппа Иоганна фон Страленберга 1730 года, в составе Казахского ханства значатся Ташкент, Андижан, а также ферганские города Фергана, Наманган и Маргилан. В исторических источниках также упоминаются города Андижан, где правил Абули-султан, и Шахрухия, где в начале XVII века правил Мурат-султан — сын Тауекель-хана".

## Вхождение в состав Российской империи

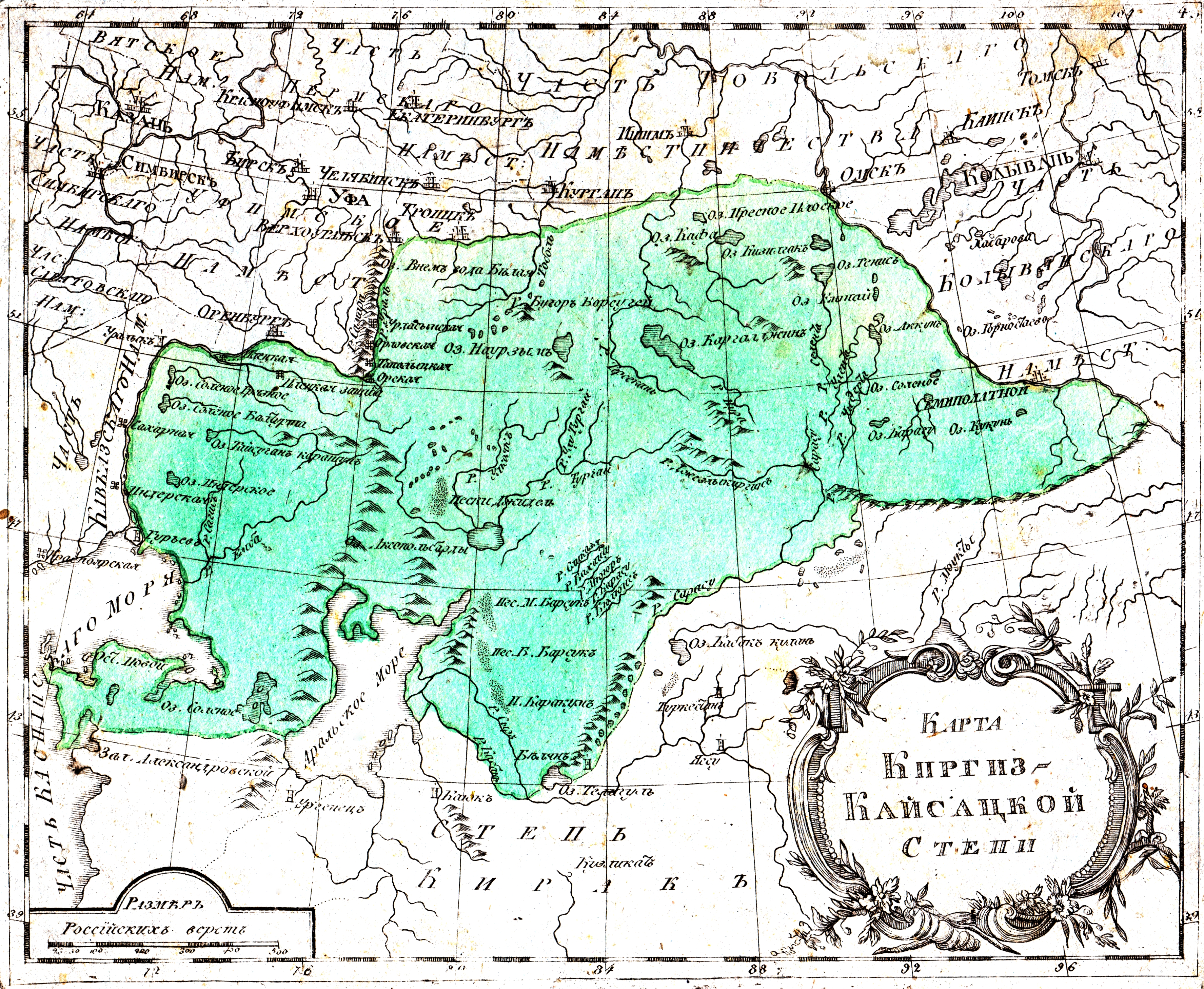
Карта Киргиз-Кайсацкой степи 1793 года

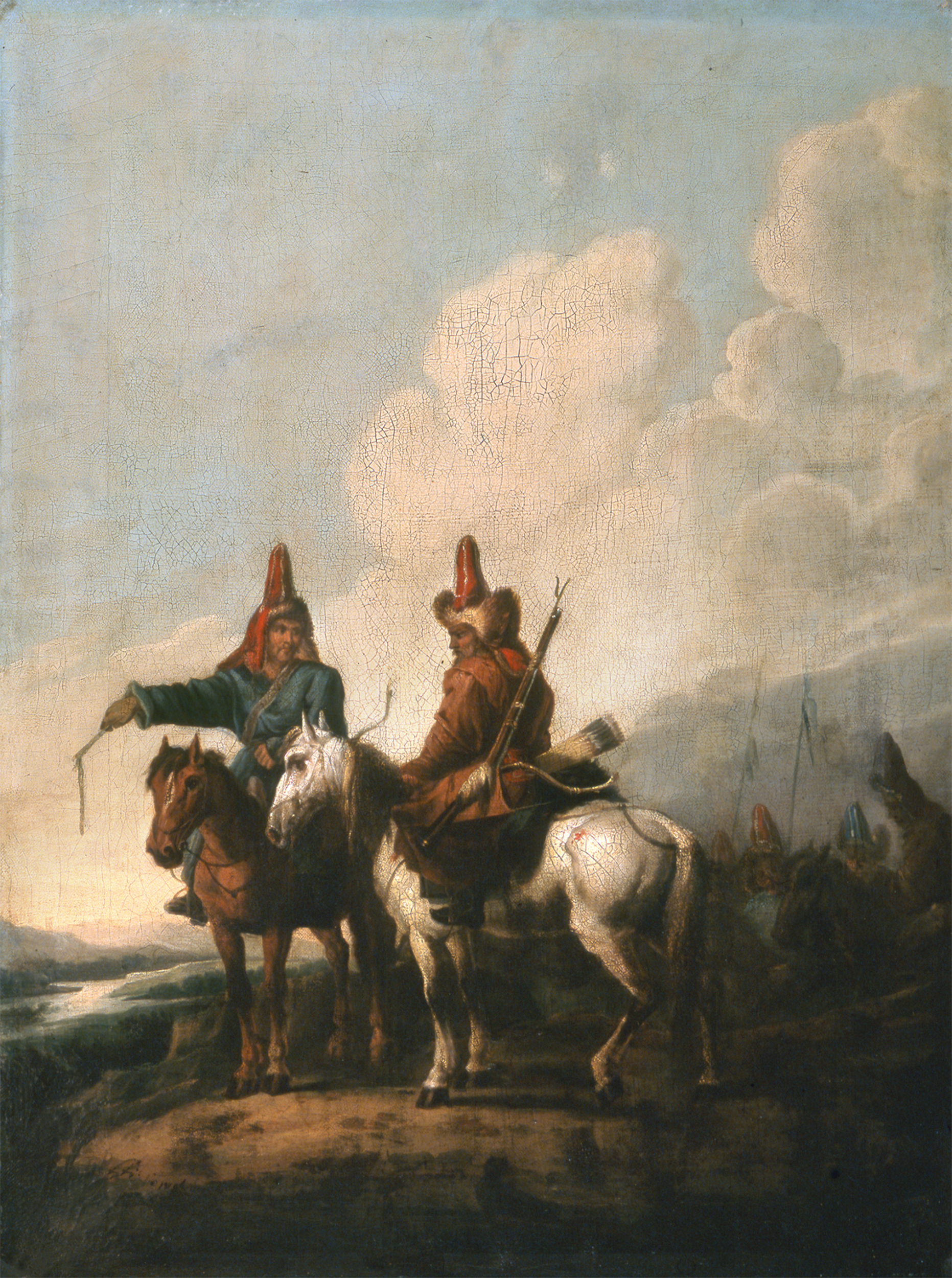
Орловский А. О. Киргизы. 1809 г.

К началу XVIII века ханство распалось на отдельные жузы. Роды Старшего и Среднего жузов подчинялись потомкам сыновей Жанибек-хана, а роды Младшего принадлежали потомкам младшей ветви династии Жанибек-хана.
В 1726 г. хан Абулхайр от имени старшин Младшего жуза обратился к царскому правительству с просьбой о подданстве.
10 (21) октября 1731 года хан Младшего жуза Абулхаир и большинство старшин присягнули на подданство Российской империи. Это было связано с обострением обстановки на западных рубежах — частыми стычками с башкирами и калмыками, а также земельными конфликтами. Для мирного урегулирования этих стычек и решения земельных вопросов было принято решение о подданстве.
Акт подданства носил номинальный характер и в восприятии казахской знати рассматривался как временный союз с Россией. Такие договоры не мыслились как вечные и не означали полного подчинения, а лишь взаимовыгодное сотрудничество на условиях союза.
Историк И. В. Ерофеева отмечает, что казахские старшины, в первую очередь, стремились заручиться покровительством «белой царицы» для обеспечения регулярного и безопасного прохождения среднеазиатских торговых караванов через казахские степи в приграничные города России. При этом речи о принятии полноценного российского подданства с их стороны не шло — такой смысл возник в результате неверного перевода и трактовки писем старшин в Коллегии иностранных дел Российской империи.
В 1740 году хан Среднего жуза Абылай также перешёл в подданство России. Все последующие ханы назначались российским правительством. На протяжении XVIII ― первой половины XIX века линии русских укреплений постепенно выносились всё глубже в степь. Для контроля над краем были построены Оренбург, Петропавловск, Акмолинск, Семипалатинск и другие укрепления.
В 1822 году «Уставом о Сибирских киргизах» ханская власть в казахской степи была упразднена. Последней попыткой восстановить ханство стало неудачное восстание Кенесары Касымова.

## Внутренние устройство

### Административное деление
В ханстве была создана национальная система управления государством, основанная на обычном праве казахов — адате, а также на соответствующих нормах исламского права. В XV—XVII веках основной единицей административно-политической организации были улусы. По данным Ибн Рузбехан Исфахани в начале XVI века Казахское ханство состояло из 10 улусов. По Сарсембаеву, улусы были основной административной и политической организации казахских кочевников. Согласно источнику, у улуса была своя территория, которая называлась тюркским словом «Йурт» (с казахского — население, которое постоянно проживает на определённой территории). Наличие у улуса йурта придавало ему территориальную и географическую стабильность. Внутри улусов, а позже жузов, имелась своя система местного государственного управления. Первой ячейкой общества являлись аулы, они состояли из родственников, представителей несколько или одного родов. Главу аула называли аулбасы, в его обязанности входили организация перекочёвки, честное решение появившихся в ауле споров и конфликтов, укрепление аульского хозяйства, обеспечение своевременной уплаты налогов, своевременное и чёткое исполнение приказов или распоряжений властей. Также существовали ата-аймаки (с казахского — отчий край, туда входил ряд аулов, где проживали родственники до седьмого поколения. Должность управляющего ата-аймаком называлась аксакал (с казахского — старейшина). Население аймака всегда выполняло все его поручения. Далее по иерархии стоял род, состоящий примерно из 10-15 аймаков, управлял родом рубасы. На эту должность избирали многоопытного, глубокоуважаемого, с житейскими разносторонними человеческими знаниями, потому что состояние рода среди других зависело от его умения отстаивать интересы управляемой им административной единицы.
Крупными административными единицами были улусы-аймаки султанов — потомков Чингисхана. По другим данным, в первой половине XVI века насчитывалось 3—4 улус-аймака. В пределах этих единиц султаны имели полномочия не только для исполнения воли правителя ханства, но и являлись полноценными хозяевами этих территорий, организовывая политическую и социально-экономическую жизнь общества. Всё население улус-аймака были подданными казахского хана, облагались налогами и всяческими повинностями, а мужская половина являлась военнообязанной. Ответственность перед ханом за ведение государственных дел несли султаны. Все улус-аймаки делились на множество племенных и родовых частей, самой маленькой административной единицей был аул. В каждой из частей управление велось через местную аристократию (беки, бии, баи-старшины). Они в свою очередь отчитывались перед правителем улус-аймака.
При Тауке-хане ханство было разделено на жузы: Старший (Южный Казахстан и Семиречье), Средний (Центральный, Северный и Восточный Казахстан) и Младший (Западный Казахстан).

### Эволюция политико-административной системы
От Монгольской империи и Улуса Джучи Казахское ханство унаследовало двухкрыльевую систему. Правое и левое крыло ханства существовали в том или ином виде вплоть до распада государства по жузам на три ханства. Крыльями правили соправители, такие как младший хан Жанибек и старший хан Керей, являвшиеся внуками младшего и старшего сыновей Урус-хана. С приходом к власти Касым-хана, который стал старшим ханом, править начали только потомки его отца Жанибека. Братья Касыма получили титулы младших ханов. В левом крыле, также называемом «тысяча Алаша», три сына Жанибека правили каждый своим крупным улусом. Возможно, эти улусы стали прообразами жузов, по старшинству братьев. В правом крыле крупнейшим было племя катаган. Во время междоусобной войны Есим-хана с ханом Турсуном, первый победил и разгромил правое крыло Казахского ханства. Племя катаган было исключено из казахской системы родов и племен. В составе казахов осталась только «тысяча Алаша», состоящая из трёх жузов — Старшего, Среднего и Младшего. Правым крылом стал Старший жуз. После реформы Есим-хана все племена казахов стали входить в три жуза и вести своё происхождение от фольклорного Алаша-хана. Генеалогическая и родовая реформа Есим-хана была важна из-за того, что родственные и генеалогические связи у кочевников играли роль и политико-административной системы.

### Военное дело
Согласно записям Мухаммеда Хайдара Дулати, при правлении хана Касыма, численность военной кавалерии достигла 300 тысяч человек. В составе Казахского ханства воины использовали 5 различных видов оружия: фитильные ружья, сабли, копья, луки, палицы и топоры. Государство имело постоянное, подчинённое хану войско, известное как туленгуты, которые были ханским отрядом, подразделённым на сотни, тысячи и так далее. Казахское ханство не имело других постоянных вооружённых сил, и во время боевых действий войска мобилизовались из различных родов, после чего возвращались к своим родовым племенам по завершении сражений. У кочевников-казахов существовали различные уровни военных подразделений, такие как Туменник (10 000 воинов), Тысячник (1000 воинов), Сотник (100 воинов) и Десятник (10 воинов). Эти военные формирования имеют свои корни среди зелёных тюрков и были широко использованы кочевниками. Примеры таких подразделений можно найти в армиях Чингисхана и Тамерлана. Особый опыт в военных аспектах проявляли казахские батыры, которые играли ключевую роль в военных структурах. Батырство считалось важной составляющей военного института, и они даже советовали ханам. Например, Алдияр из племени садыр, происходивший из рода найман, был правой рукой Тауке-хана и выполнял роль военного и политического советника при ханах.

### Знаменитые батыры
- Каптагай-батыр
- Конакай-батыр
- Кабанбай-батыр
- Кобланды-батыр
- Койгельды-батыр
- Канай-би
- Богенбай-батыр
- Баянбай-батыр
- Наурызбай-батыр (Куттымбетулы)
- Наурызбай-батыр (Касымулы)
- Жаназар-батыр
- Акпан-батыр
- Байсеит-батыр
- Баян-батыр
- Олжабай-батыр
- Сары батыр
- Райымбек-батыр
- Жидебай-батыр
- Доспанбет-батыр
- Жабай-батыр
- Сырым-батыр
- Байгозы-батыр
- Жанибек-батыр
- Бердикожа-батыр
- Отеген-батыр
- Мерген-батыр
- Баймырза-батыр
- Жаугаш-батыр
- Карасай-батыр
- Агынтай-батыр

### Касым-хан
В начале XVI века, при правлении хана Касыма, был разработан и принят кодекс законов, известный как «Қасым ханның қасқа жолы» (Светлый путь хана Касыма) — свод законов. Он включал в себя пять основных разделов:
1. Имущественный закон. В него входили положения о решении споров о земле, скоте и имуществе.
2. Уголовный закон. Здесь рассматривались различные виды преступлений и наказания за них.
3. Военный закон. В нём оговаривались повинности населения по содержанию армии в военное время, воинская повинность, принципы формирования подразделений, раздел военной добычи.
4. Посольский обычай. В этом разделе оговаривались вопросы международного права, посольского этикета.
5. Закон общественности (журтшылык). Этот раздел был посвящён обязательствам общинной и межобщинной взаимопомощи, а также правилам устройства празднеств и дворцовому этикету.

Описанная политическая система оказалась неустойчивой и держалась только на личном авторитете верховного правителя. Это с яркой силой проявилось в ходе событий второй трети XVI века, когда каждый улусный султан пытался провозгласить себя ханом.

### Реформы при Есим-хане
Есим-хану пришлось выдержать ещё более тяжёлую внутриполитическую борьбу, итогом которой было коренное реформирование политической системы Казахского государства. Суть её заключалась в том, что главенство закрытой элиты — торе — заменялось на главенство элиты открытого типа — биев и старшин. Произошла своего рода бийская революция, ограничившая политические права сословия чингизидов и установившая широкие права для общин и их руководителей.
Юридически эти изменения были закреплены в своеобразном своде законов — «Есім ханның ескі жолы» («Есим салган ески жол» — Древний путь Есим хана, Есима исконный путь), принятом как дополнение к кодексу Касым хана. Он получил широкое признание у народа, где нормы адата были более приемлемы, чем законы шариата, в силу занятия скотоводством. В этом правовом акте определялись полномочия хана, биев и батыров, а также их взаимные обязанности и права, по сути это было «Бийской революцией» — так как хан ограничивал аристократию и опирался на биев (степных судей)
По-прежнему высшей законодательной властью продолжал оставаться маслихат. В состав его входили все представители казахских общин и лишь наиболее влиятельные султаны. Маслихат собирался раз в год, преимущественно осенью в Улытау, Туркестане или под Ташкентом в 60 верстах к югу от Ташкента на холме Ханабад.
Ослабление роли хана в политической системе привело к изменению принципа выбора хана. Хотя официально принцип меритократии оставался в силе, фактически казахи перешли к наследованию ханского звания вплоть до начала XVIII века.
Вместо улусной системы в начале XVII века была введена жузовая организация, когда все казахские земли были разделены между тремя хозяйственно-территориальными объединениями — жузами. Во главе жузов стояли бии, руководители наиболее сильных и многочисленных групп общин. По существу вся власть находилась в руках жузовых биев. Они же формировали и Совет биев, ограничивавший власть хана. Власть биев держалась исключительно на личном авторитете, и хан, зависевший от них, никак не мог влиять на выдвижение того или иного бия.
В XVII веке была определена и постоянная столица Казахского ханства — город Туркестан, где хан находился в зимнее время.

### Жеты Жаргы
Изменения политической структуры вызвали настоятельную необходимость переработки правовой базы организации казахского общества. Эта работа проводилась весь XVII век и при хане Тауке нашла своё закрепление в своде законов «Жеты Жаргы» («Семь установлений»). Разработан был этот свод при участии известнейших биев Толе би (Старший жуз), Казыбек би (Средний жуз) и Айтеке би (Младший жуз) в начале XVIII века.
Судопроизводство было основано на обычном праве — адате и мусульманском праве — шариате. Судебная функция была в руках биев-родоправителей. Особо сложные дела рассматривались съездом биев. В разбирательстве некоторых дел принимали участие султаны и хан. За разбор дел бии, султаны и хан получали вознаграждение — бийлик, ханлык, а также различные подарки.
Очевидно, что свод законов «Жеты Жаргы» прямо или косвенно наследует монгольской «Ясе» (каз. Жаса — пять уложений), которую Чингизхан ввёл в монгольских степях, и которая в XIII веке попала в Дешт-и Кипчак.
Жеты Жаргы включал в себя следующие основные разделы:
- Земельный закон (каз. Жер дауы), в котором обговаривалось решение споров о пастбищах и водопоях.
- Семейно-брачный закон, где устанавливался порядок заключения и расторжения брака, права и обязанности супругов, имущественные права членов семьи.
- Военный закон, регламентирующий отправление воинской повинности, формирование подразделений и выборов военачальников.
- Положение о судебном процессе, обговаривающее порядок судебного разбирательства.
- Уголовный закон, устанавливающий наказания за различные виды преступлений кроме убийства.
- Закон о куне, устанавливающий наказания за убийства и тяжкие телесные повреждения.
- Закон о вдовах (каз. Жесір дауы), регламентирующий имущественные и личные права вдов и сирот, а также обязательства по отношению к ним общины и родственников умершего.

Кроме «Жеты Жаргы» продолжал использоваться в качестве источника права «Кодекс Касым-хана» (каз. Қасым ханның қасқа жолы — Касыма праведный путь) особенно в области международного права и уложение Есим-хана (каз. Есім ханның ескі жолы — Есима исконный путь). Своеобразными дополнениями к кодексам были положения съездов биев — «Ереже», и «Билер сезi» — рассказы, содержащие сведения о практике суда биев — судебном прецеденте.

### Религия
По мнению множества специалистов, в XV—XVI веках у казахов до сих пор существовали языческие культы, а ислам не имел такого широго распространения. Ислам суннитского толка простолюдинам прививали казахские султаны и ханы. Причина этого в том, что предводители и правители были в поисках мощной социальной опоры в лице имеющего большое влияние исламского духовенства, которое не только помогало объединять кочевой социум, но и укрепляло общественную дисциплину. Роль религиозных проповедников на себя брали муллы, ходжи, имамы. Ходжи, как и казахские султаны, не входили в родовую общину, потому что считали себя потомками Мухаммеда и его близкого окружения, то есть возводили свою генеалогию к пророку и к его первым четырём халифам. С арабского языка ходжа переводится как «просветитель», «просвещённый». Так и казахи в ходже видели просвещенного, грамотного человека, в каком-то смысле жреца. Ходжи, будучи представителями духовного знания, не платили подати и налогов. Когда им предстояло привлечение к ответственности, судили их только султаны. Как и торе, ходжи принадлежали к аристократическому сословию аксуйек (с казахского — белая кость), ввиду этого владели землёй (вакф). Религиозные деятели выражали свою социальную активность по большей части в совершении мусульманских обрядов. Вместе с тем из среды исламской знати вышла часть правителей, впоследствии ставшие старшинами, в XIX веке, например, таковыми стали ходжи Шукур-Али и Тамык. Эти же муллы являлись и участниками дипломатических отношений Казахского ханства; будучи носителями нескольких языков, они часто выступали в роли переводчиков в ходе межгосударственных отношений.
Также выступали в качестве идеологических вдохновителей у проводимой ханами, султанами биями, старшинами политики. Ограниченное воздействие ислама на казахское население привело к тому, что численность ходжей и других исламских священнослужителей в Казахском ханстве оставалась небольшой. В седловой части казахского населения ислам имел большее влияние. В городах и оазисах Сырдарьи в Казахском ханстве, мусульманское духовенство играло важную роль. Представителей этого духовенства называли разными терминами, такими как шейх уль-ислам, садр, кази, шейх, мулла и мутавалли. Они старались оказывать различную поддержку правителям, и в обмен на это получали привилегии, земли и освобождение от уплаты налогов. Служители ислама также владели значительными участками земли и пастбищами как частная собственность (каз. мүлік).
В период независимости Астраханского ханства мусульманское духовенство, особенно улемы из Хаджи-Тархана, активно вело миссионерскую деятельность на востоке, в том числе среди казахов, способствуя распространению ислама и исламской культуры. По словам Фазлаллаха ибн Рузбихана Исфахани, в начале XVI века к казахам направлялись религиозные деятели не только из Астрахани, но и из Туркестана, Мавераннахра, Дербента, Хорезма, Хивы, Астрабада, Хорасана и Ирана, с целью искоренения языческих верований и утверждения норм ислама.
Кроме мусульман на территории Казахского ханства также проживали также и представители других конфессий, согласно источнику, «там лежит около тысячи городов и селений, хаким области назначается Касим-ханом [XVI век], а подданные ему наполовину кафиры, наполовину — мусульмане».

## Ханы и Бии

### Избрание ханов

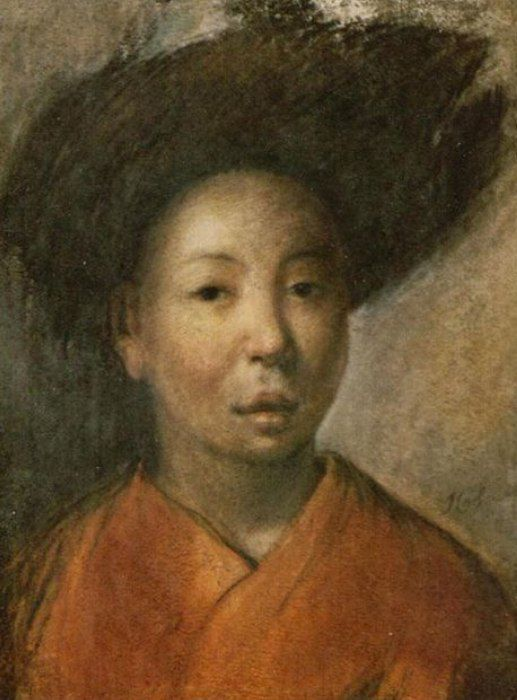
Портрет Ералы-хана, выполненный путешественником Джоном Кэстлем

Весть о предстоящих выборах хана заранее объявлялась жасауылами (есаулами) всем родам казахов. По этому случаю женщины и дети надевали свои лучшие наряды. Мужчины приезжали на маслихат (народное собрание) во всеоружии. Без него они не имели права голоса и могли быть притеснены более молодыми и сильными воинами.
Собрание открывала молитва ходжи, затем слово предоставлялось уважаемому аксакалу. Перед народом выступали кандидаты в ханы. Они произносили речь о своих заслугах и праве на ханский титул. Затем произносили речь их сторонники. Каждый мог выступить перед народом. Народ выражал волю возгласами одобрения или неприятия.
После того, как определялся хан, выступали его сторонники, произносилась хвалебная речь, где наряду с заслугами говорили и о его недостатках.
После определения кандидата на пятницу назначался ритуал «поднятия хана» (каз. хан көтеру). На верхушке холма застилали белую кошму. Два уважаемых человека сажали хана на неё лицом в сторону Мекки. Затем четверо из числа наиболее уважаемых султанов, биев, баев и батыров три раза поднимали хана на кошме над головой. После чего хан объявлялся официально избранным. За этим следовало поздравления хана и повторное его поднятие над головой уже соратниками, претендентами и аксакалами.
С хана снимали верхнюю одежду и разрубали её на мелкие кусочки, их уносили с собой как реликвию. Взамен вновь избранного одевали в новые сшитые специально для него белые халат и колпак. Скот избранного хана делили между собой все присутствовавшие на избрании, для того, чтобы поделиться с теми, кто не смог присутствовать. Этот обычай назывался «ханские гостинцы» (каз. хан сарқыты) и символизировал, что хан не имеет своего имущества. Мол, богатство хана — богатство его подданных.
Если хан не оправдывал надежд и угнетал своих подданных, решением маслихата его низлагали. У хана отбирали всё имущество. Он не имел права сопротивляться, если хан или султан сопротивлялся, и при этом пострадали люди, он обязан был выплатить выкуп. А если пострадали толенгуты хана (его охрана и обслуга), выкуп не платили. Этот обычай назывался «грабёж хана» (каз. хан талау). Хан талау применялся и к баям. Первый и единственный хан, к которому применялся данный обычай — Тахир-хан.

### Биитрёх жузов
- Толе-би (Старший жуз)
- Казыбек-би (Средний жуз)
- Айтеке-би (Младший жуз)

### Бийская революция
При Есим-хане, бийское сословие вследствие готовящихся джунгарских нашествий, а также других внешних угроз добилось усиления роли биев в государственном управлении Казахского ханства. Этот феномен получил название в исторической науке как «бийская революция». Это привело к ограничению прав правящей верхушке чингизидов и к более широкому участию нечингизидов в политической жизни ханства. Функциональные обязанности казахских ханов были урезаны так, что объявлять мир или войну внешним противникам он мог только с согласия маслихата.

### Роль биев общественно-политической жизни Казахского ханства
О роли биев в общественно-политической жизни Казахского ханства можно сказать, что они являлись инициаторами образования и укрепления единого централизованного казахского государства, отстаивания его суверенитета и территориальной целостности. При Тауке-хане, казахские бии Толе-би, Казыбек-би и Айтеке-би вошли в историю как инициаторы объединения всех трёх казахских жузов. В Туркестане 7 главных биев Ханского совета приняли участие в составлении «Уложения хана Тауке» — свода законов «Жеты Жаргы»:
1. Земельный Закон;
2. Семейно-брачный Закон;
3. Военный Закон;
4. Положение о судебном процессе;
5. Уголовный Закон;
6. Закон о куне;
7. Закон о вдовах.

В этом своде законов нашли своё конституционное закрепление подходы к проблемам, связанным с землей, имущественными отношениями, семьей, определением наказаний за преступления, международными отношениями, сватовством, разводом, положением вдов. Верно оценивая историческую обстановку, бии неустанно призывали к единству казахского народа, к прекращению межродовых распрей, к добрососедским отношениям с джунгарами, узбеками и русскими. Например, цитата Казыбек-бия: 
Достойны ли мы быть народом? Народ славит ханов, когда они справедливы и сильны, и проклинает их, когда коварны и трусливы. Народ славит своих батыров, когда они бескорыстны, смелы! Он проклинает батыров, ведущих своих джигитов на бой меж родными племенами. Ничто не вечно под небом Аллаха. Лишь сохранив свою честь и достоинство, человек может считать себя человеком, а народ остаться народом…

## Комментарии
1. ↑  «Ташкен» или «Тешкен» — это старое топонимическое наименование города Ташкент. Этноним «казаки» — это самоназвание этноса, ныне известного как «казахи».
2. ↑  Казахско-российские отношения в начале XVIII веке
3. ↑  Казахско-российские отношения в конце XVII века и начале XVIII века